# Lijst van olympische medaillewinnaars roeien
Roeien is een van de sporten die op de Olympische Spelen worden beoefend. Deze pagina geeft de lijst van olympische medaillewinnaars in deze sport.

## Mannen

### Skiff
| Editie | Goud | Goud               | Zilver | Zilver               | Brons | Brons                       |
| ------ | ---- | ------------------ | ------ | -------------------- | ----- | --------------------------- |
| 1900   | FRA  | Hermann Barrelet   | FRA    | André Gaudin         | GBR   | Saint George Ashe           |
| 1904   | USA  | Frank Greer        | USA    | James Juvenal        | USA   | Constance Titus             |
| 1908   | GBR  | Harry Blackstaffe  | GBR    | Alexander McCullough | GER   | Bernhard von Gaza           |
| 1908   | GBR  | Harry Blackstaffe  | GBR    | Alexander McCullough | HUN   | Károly Levitzky             |
| 1912   | GBR  | William Kinnear    | BEL    | Polydore Veirman     | CAN   | Everard Butler              |
| 1912   | GBR  | William Kinnear    | BEL    | Polydore Veirman     | RUS   | Mart Kuusik                 |
| 1920   | USA  | John B. Kelly, Sr. | GBR    | Jack Beresford       | NZL   | D. Clarence Hadfield d'Arcy |
| 1924   | GBR  | Jack Beresford     | USA    | William Gilmore      | SUI   | Josef Schneider             |
| 1928   | AUS  | Henry Pearce       | USA    | Kenneth Myers        | GBR   | Theodore Collet             |
| 1932   | AUS  | Henry Pearce       | USA    | Bill Miller          | URU   | Guillermo Douglas           |
| 1936   | GER  | Gustav Schäfer     | AUT    | Josef Hasenöhrl      | USA   | Daniel Barrow               |
| 1948   | AUS  | Mervyn Wood        | URU    | Eduardo Risso        | ITA   | Romolo Catasta              |
| 1952   | URS  | Joeri Tjoekalov    | AUS    | Mervyn Wood          | POL   | Teodor Kocerka              |
| 1956   | URS  | Vjatsjeslav Ivanov | AUS    | Stuart Mackenzie     | USA   | John Kelly, Jr.             |
| 1960   | URS  | Vjatsjeslav Ivanov | EUA    | Achim Hill           | POL   | Teodor Kocerka              |
| 1964   | URS  | Vjatsjeslav Ivanov | EUA    | Achim Hill           | SUI   | Gottfried Kottmann          |
| 1968   | NED  | Jan Wienese        | FRG    | Jochen Meißner       | ARG   | Alberto Demiddi             |
| 1972   | URS  | Joeri Malysjev     | ARG    | Alberto Demiddi      | GDR   | Wolfgang Güldenpfennig      |
| 1976   | FIN  | Pertti Karppinen   | FRG    | Peter-Michael Kolbe  | GDR   | Joachim Dreifke             |
| 1980   | FIN  | Pertti Karppinen   | URS    | Vassily Jakoesja     | GDR   | Peter Kersten               |
| 1984   | FIN  | Pertti Karppinen   | FRG    | Peter-Michael Kolbe  | CAN   | Robert Mills                |
| 1988   | GDR  | Thomas Lange       | FRG    | Peter-Michael Kolbe  | NZL   | Eric Verdonk                |
| 1992   | GER  | Thomas Lange       | TCH    | Václav Chalupa       | POL   | Kajetan Broniewski          |
| 1996   | SUI  | Xeno Müller        | CAN    | Derek Porter         | GER   | Thomas Lange                |
| 2000   | NZL  | Robert Waddell     | SUI    | Xeno Müller          | GER   | Marcel Hacker               |
| 2004   | NOR  | Olaf Tufte         | EST    | Jüri Jaanson         | BUL   | Ivo Janakijev               |
| 2008   | NOR  | Olaf Tufte         | CZE    | Ondřej Synek         | NZL   | Mahe Drysdale               |
| 2012   | NZL  | Mahe Drysdale      | CZE    | Ondřej Synek         | GBR   | Alan Campbell               |
| 2016   | NZL  | Mahe Drysdale      | CRO    | Damir Martin         | CZE   | Ondřej Synek                |
| 2020   | GRE  | Stefanos Douskos   | NOR    | Kjetil Borch         | CRO   | Damir Martin                |
| 2024   | GER  | Oliver Zeidler     | AIN    | Yauheni Zalaty       | NED   | Simon van Dorp              |

| Land | Goud | Zilver | Brons |
| ---- | ---- | ------ | ----- |
| URS  | 5    | 1      | 0     |
| GBR  | 3    | 2      | 3     |
| AUS  | 3    | 2      | 0     |
| GER  | 3    | 0      | 3     |
| NZL  | 3    | 0      | 3     |
| FIN  | 3    | 0      | 0     |
| USA  | 2    | 4      | 3     |
| NOR  | 2    | 1      | 0     |
| SUI  | 1    | 1      | 2     |
| FRA  | 1    | 1      | 0     |
| GDR  | 1    | 0      | 2     |
| NED  | 1    | 0      | 1     |
| GRE  | 1    | 0      | 0     |
| FRG  | 0    | 4      | 0     |
| CZE  | 0    | 2      | 1     |
| EUA  | 0    | 2      | 0     |
| CAN  | 0    | 1      | 2     |
| ARG  | 0    | 1      | 1     |
| CRO  | 0    | 1      | 1     |
| URU  | 0    | 1      | 1     |
| AUT  | 0    | 1      | 0     |
| AIN  | 0    | 1      | 0     |
| BEL  | 0    | 1      | 0     |
| EST  | 0    | 1      | 0     |
| TCH  | 0    | 1      | 0     |
| POL  | 0    | 0      | 3     |
| BUL  | 0    | 0      | 1     |
| HUN  | 0    | 0      | 1     |
| ITA  | 0    | 0      | 1     |
| RUS  | 0    | 0      | 1     |

Meervoudige medaillewinnaars
| Succesvolste | Meervoudige |
| --- | --- |
| 3-0-0 Vjatsjeslav Ivanov 3-0-0 Pertti Karppinen 2-0-1 Mahe Drysdale 2-0-1 / Thomas Lange 2-0-0 Henry Pearce 2-0-0 Olaf Tufte 1-1-0 Jack Beresford 1-1-0 Xeno Müller 1-1-0 Mervyn Wood | 0-3-0 Peter-Michael Kolbe 0-2-1 Ondřej Synek 0-2-0 Achim Hill 0-1-1 Alberto Demiddi 0-1-1 Damir Martin 0-0-2 Teodor Kocerka |

### Lichte dubbel-twee
| Editie | Goud | Goud                           | Zilver | Zilver                                  | Brons | Brons                                       |
| ------ | ---- | ------------------------------ | ------ | --------------------------------------- | ----- | ------------------------------------------- |
| 1996   | SUI  | Markus Gier Michael Gier       | NED    | Pepijn Aardewijn Maarten van der Linden | AUS   | Anthony Edwards Bruce Hick                  |
| 2000   | POL  | Tomasz Kucharski Robert Sycz   | ITA    | Elia Luini Leonardo Pettinari           | FRA   | Thibaud Chapelle Pascal Touron              |
| 2004   | POL  | Tomasz Kucharski Robert Sycz   | FRA    | Frédéric Dufour Pascal Touron           | GRE   | Vasileios Polymeros Nikolaos Skiathitis     |
| 2008   | GBR  | Mark Hunter Zac Purchase       | GRE    | Dimitrios Mougios Vasileios Polymeros   | DEN   | Rasmus Quist Mads Rasmussen                 |
| 2012   | DEN  | Rasmus Quist Mads Rasmussen    | GBR    | Mark Hunter Zac Purchase                | NZL   | Peter Taylor Storm Uru                      |
| 2016   | FRA  | Jérémie Azou Pierre Houin      | IRL    | Gary O'Donovan Paul O'Donovan           | NOR   | Kristoffer Brun Are Strandli                |
| 2020   | IRL  | Fintan McCarthy Paul O'Donovan | GER    | Jason Osborne Jonathan Rommelmann       | ITA   | Stefano Oppo Pietro Ruta                    |
| 2024   | IRL  | Fintan McCarthy Paul O'Donovan | ITA    | Stefano Oppo Gabriel Soares             | GRE   | Petros Gkaidatzis Antonios Papakonstantinou |

| Land | Goud | Zilver | Brons |
| ---- | ---- | ------ | ----- |
| IRL  | 2    | 1      | 0     |
| POL  | 2    | 0      | 0     |
| FRA  | 1    | 1      | 1     |
| GBR  | 1    | 1      | 0     |
| DEN  | 1    | 0      | 1     |
| SUI  | 1    | 0      | 0     |
| ITA  | 0    | 2      | 1     |
| GRE  | 0    | 1      | 2     |
| GER  | 0    | 1      | 0     |
| NED  | 0    | 1      | 0     |
| AUS  | 0    | 0      | 1     |
| NOR  | 0    | 0      | 1     |
| NZL  | 0    | 0      | 1     |

Meervoudige medaillewinnaars
| Succesvolste | Meervoudige                                                      |
| --- | ---------------------------------------------------------------- |
| 2-1-0 Paul O'Donovan 2-0-0 Fintan McCarthy 2-0-0 Tomasz Kucharski 2-0-0 Robert Sycz 1-1-0 Mark Hunter 1-1-0 Zac Purchase 1-0-1 Rasmus Quist 1-0-1 Mads Rasmussen | 0-1-1 Pascal Touron 0-1-1 Vasileios Polymeros 0-1-1 Stefano Oppo |

### Dubbel-twee
| Editie | Goud | Goud                                   | Zilver | Zilver                              | Brons | Brons                                 |
| ------ | ---- | -------------------------------------- | ------ | ----------------------------------- | ----- | ------------------------------------- |
| 1904   | USA  | John Mulcahy William Varley            | USA    | John Hoben Jamie McLoughlin         | USA   | Joseph Ravanack John Wells            |
|        |      |                                        |        |                                     |       |                                       |
| 1920   | USA  | Paul Costello John B. Kelly, Sr.       | ITA    | Pietro Annoni Erminio Dones         | FRA   | Gaston Giran Alfred Plé               |
| 1924   | USA  | Paul Costello John B. Kelly, Sr.       | FRA    | Marc Detton Jean-Pierre Stock       | SUI   | Rudolf Bosshard Heinrich Thoma        |
| 1928   | USA  | Paul Costello Charles McIlvaine        | CAN    | Jack Guest Joseph Wright            | AUT   | Viktor Flessl Leo Losert              |
| 1932   | USA  | Garrett Gilmore Kenneth Myers          | GER    | Gerhard Boetzelen Herbert Buhtz     | CAN   | Noël de Mille Charles Pratt           |
| 1936   | GBR  | Jack Beresford Leslie Southwood        | GER    | Willy Kaidel Joachim Pirsch         | POL   | Jersy Ustupski Roger Verey            |
| 1948   | GBR  | Richard Burnell Bert Bushnell          | DEN    | Aage Larsen Ebbe Parsner            | URU   | William Jones Juan Rodríguez          |
| 1952   | ARG  | Tranquilo Cappozzo Eduardo Guerrero    | URS    | Igor Jemtsjoek Georgi Zjilin        | URU   | Juan Rodríguez Miguel Seijas          |
| 1956   | URS  | Aleksandr Berkoetov Joeri Tjoekalov    | USA    | Bernard Costello James Gardiner     | AUS   | Murray Riley Mervyn Wood              |
| 1960   | TCH  | Václav Kozák Pavel Schmidt             | URS    | Aleksandr Berkoetov Joeri Tjoekalov | SUI   | Ernst Hürlimann Rolf Larcher          |
| 1964   | URS  | Boris Doebrovsky Oleg Tjoerin          | USA    | Seymour Cromwell James Storm        | TCH   | Vladimír Andrs Pavel Hofmann          |
| 1968   | URS  | Anatoli Sass Aleksandr Timosjinin      | NED    | Leendert van Dis Harry Droog        | USA   | William Maher John Nunn               |
| 1972   | URS  | Gennadi Korsjikov Aleksandr Timosjinin | NOR    | Frank Hansen Svein Thøgersen        | GDR   | Joachim Böhmer Hans-Ulrich Schmied    |
| 1976   | NOR  | Alf Hansen Frank Hansen                | GBR    | Chris Baillieu Michael Hart         | GDR   | Jürgen Bertow Hans-Ulrich Schmied     |
| 1980   | GDR  | Joachim Dreifke Klaus Kröppelien       | YUG    | Zoran Pančić Milorad Stanulov       | TCH   | Zdeněk Pecka Václav Vochoska          |
| 1984   | USA  | Paul Enquist Bradley Lewis             | BEL    | Dirk Crois Pierre-Marie Deloof      | YUG   | Zoran Pančić Milorad Stanulov         |
| 1988   | NED  | Ronald Florijn Nico Rienks             | SUI    | Ueli Bodenmann Beat Schwerzmann     | URS   | Vassili Jakoesja Aleksandr Martsjenko |
| 1992   | AUS  | Peter Antonie Stephen Hawkins          | AUT    | Arnold Jonke Christoph Zerbst       | NED   | Nico Rienks Henk-Jan Zwolle           |
| 1996   | ITA  | Agostino Abbagnale Davide Tizzano      | NOR    | Steffen Skar Størseth Kjetil Undset | FRA   | Samuel Barathay Frédéric Kowal        |
| 2000   | SLO  | Iztok Čop Luka Špik                    | NOR    | Fredrik Bekken Olaf Tufte           | ITA   | Giovanni Calabrese Nicola Sartori     |
| 2004   | FRA  | Adrien Hardy Sébastien Vieilledent     | SLO    | Iztok Čop Luka Špik                 | ITA   | Rossano Galtarossa Alessio Sartori    |
| 2008   | AUS  | Scott Brennan David Crawshay           | EST    | Tõnu Endrekson Jüri Jaanson         | GBR   | Stephen Rowbotham Matthew Wells       |
| 2012   | NZL  | Nathan Cohen Joseph Sullivan           | ITA    | Romano Battisti Alessio Sartori     | SLO   | Iztok Čop Luka Špik                   |
| 2016   | CRO  | Martin Sinković Valent Sinković        | LTU    | Mindaugas Griškonis Saulius Ritter  | NOR   | Kjetil Borch Olaf Tufte               |
| 2020   | FRA  | Matthieu Androdias Hugo Boucheron      | NED    | Stef Broenink Melvin Twellaar       | CHN   | Liu Zhiyu Zhang Liang                 |
| 2024   | ROU  | Andrei Cornea Marian Enache            | NED    | Melvin Twellaar Stef Broenink       | IRL   | Daire Lynch Philip Doyle              |

| Land | Goud | Zilver | Brons |
| ---- | ---- | ------ | ----- |
| USA  | 6    | 3      | 2     |
| URS  | 3    | 2      | 1     |
| FRA  | 2    | 1      | 2     |
| GBR  | 2    | 1      | 1     |
| AUS  | 2    | 0      | 1     |
| NED  | 1    | 3      | 1     |
| NOR  | 1    | 3      | 1     |
| ITA  | 1    | 2      | 2     |
| SLO  | 1    | 1      | 1     |
| GDR  | 1    | 0      | 2     |
| TCH  | 1    | 0      | 2     |
| ARG  | 1    | 0      | 0     |
| CRO  | 1    | 0      | 0     |
| NZL  | 1    | 0      | 0     |
| ROU  | 1    | 0      | 0     |
| GER  | 0    | 2      | 0     |
| SUI  | 0    | 1      | 2     |
| AUT  | 0    | 1      | 1     |
| CAN  | 0    | 1      | 1     |
| YUG  | 0    | 1      | 1     |
| BEL  | 0    | 1      | 0     |
| DEN  | 0    | 1      | 0     |
| EST  | 0    | 1      | 0     |
| LTU  | 0    | 1      | 0     |
| URU  | 0    | 0      | 2     |
| CHN  | 0    | 0      | 1     |
| IRL  | 0    | 0      | 1     |
| POL  | 0    | 0      | 1     |

Meervoudige medaillewinnaars
| Succesvolste | Meervoudige |
| --- | --- |
| 3-0-0 Paul Costello 2-0-0 Aleksandr Timosjinin 2-0-0 John B. Kelly, Sr. 1-1-1 Iztok Čop 1-1-1 Luka Špik 1-1-0 Frank Hansen 1-1-0 Aleksandr Berkoetov 1-1-0 Joeri Tjoekalov 1-0-1 Nico Rienks | 0-2-0 Melvin Twellaar 0-2-0 Stef Broenink 0-1-1 Alessio Sartori 0-1-1 Zoran Pančić 0-1-1 Milorad Stanulov 0-1-1 Olaf Tufte 0-0-2 Hans-Ulrich Schmied 0-0-2 Juan Rodríguez |

### Twee-zonder-stuurman
| Editie | Goud | Goud                                    | Zilver | Zilver                                                | Brons           | Brons                                   |
| ------ | ---- | --------------------------------------- | ------ | ----------------------------------------------------- | --------------- | --------------------------------------- |
| 1904   | USA  | Robert Farnan Joseph Ryan               | USA    | John Mulcahy William Varley                           | USA             | Joseph Buerger John Joachim             |
| 1908   | GBR  | Reginald Fenning Gordon Thomson         | GBR    | George Fairbairn Philip Verdon                        | CAN             | Norwey Jackes Frederick Toms            |
| 1908   | GBR  | Reginald Fenning Gordon Thomson         | GBR    | George Fairbairn Philip Verdon                        | GER             | Willy Düskow Martin Stahnke             |
|        |      |                                         |        |                                                       |                 |                                         |
| 1924   | NED  | Teun Beijnen Willy Rösingh              | FRA    | Maurice Bouton Georges Piot                           | niet uitgereikt | niet uitgereikt                         |
| 1928   | GER  | Kurt Moeschter Bruno Müller             | GBR    | Robert Nisbet Terence O'Brien                         | USA             | Paul McDowell John Schmitt              |
| 1932   | GBR  | Lewis Clive Hugh Edwards                | NZL    | Frederick Houghton Thompson Cyril Alec Stiles         | POL             | Henryk Budziński Janusz Mikołajczak     |
| 1936   | GER  | Willi Eichhorn Hugo Strauß              | DEN    | Harry Larsen Richard Olsen                            | ARG             | Julio Curatella Horacio Podestá         |
| 1948   | GBR  | Ran Laurie Jack Wilson                  | SUI    | Hans Kalt Josef Kalt                                  | ITA             | Bruno Boni Felice Fanetti               |
| 1952   | USA  | Charles Logg Thomas Price               | BEL    | Robert Baetens Michel Knuysen                         | SUI             | Hans Kalt Kurt Schmid                   |
| 1956   | USA  | James Fifer Duvall Hecht                | URS    | Igor Boeldakov Viktor Ivanov                          | AUT             | Josef Kloimstein Alfred Sageder         |
| 1960   | URS  | Valentin Borejko Oleg Golovanov         | AUT    | Josef Kloimstein Alfred Sageder                       | FIN             | Veli Lehtelä Toimi Pitkänen             |
| 1964   | CAN  | George Hungerford Roger Jackson         | NED    | Steven Blaisse Ernst Veenemans                        | EUA             | Wolfgang Hottenrott Michael Schwan      |
| 1968   | GDR  | Heinz-Jürgen Bothe Jörg Lucke           | USA    | Lawrence Hough Philip Johnson                         | DEN             | Peter Christiansen Ib Ivan Larsen       |
| 1972   | GDR  | Siegfried Brietzke Wolfgang Mager       | SUI    | Alfred Bachmann Heinrich Fischer                      | NED             | Roel Luijnenburg Ruud Stokvis           |
| 1976   | GDR  | Bernd Landvoigt Jörg Landvoigt          | USA    | Calvin Coffey Michael Staines                         | FRG             | Peter van Roye Thomas Strauß            |
| 1980   | GDR  | Bernd Landvoigt Jörg Landvoigt          | URS    | Joeri Pimenov Nikolai Pimenov                         | GBR             | Malcolm Carmichael Charles Wiggin       |
| 1984   | ROU  | Petru Iosub Valer Toma                  | ESP    | Fernando Climent Huerta Luis María Lasúrtegui Berridi | NOR             | Hans Magnus Grepperud Sverre Løken      |
| 1988   | GBR  | Andy Holmes Steve Redgrave              | ROU    | Dănuţ Dobre Dragoş Neagu                              | YUG             | Sadik Mujkič Bojan Prešeren             |
| 1992   | GBR  | Matthew Pinsent Steve Redgrave          | GER    | Colin von Ettinghausen Peter Höltzenbein              | SLO             | Iztok Čop Denis Žvegelj                 |
| 1996   | GBR  | Matthew Pinsent Steve Redgrave          | AUS    | Robert Scott David Weightman                          | FRA             | Michel Andrieux Jean-Christophe Rolland |
| 2000   | FRA  | Michel Andrieux Jean-Christophe Rolland | USA    | Sebastian Bea Ted Murphy                              | AUS             | Matthew Long James Tomkins              |
| 2004   | AUS  | Drew Ginn James Tomkins                 | CRO    | Nikša Skelin Siniša Skelin                            | RSA             | Donovan Cech Ramon di Clemente          |
| 2008   | AUS  | Duncan Free Drew Ginn                   | CAN    | David Calder Scott Frandsen                           | NZL             | George Bridgewater Nathan Twaddle       |
| 2012   | NZL  | Hamish Bond Eric Murray                 | FRA    | Germain Chardin Dorian Mortelette                     | GBR             | George Nash William Satch               |
| 2016   | NZL  | Hamish Bond Eric Murray                 | RSA    | Lawrence Brittain Shaun Keeling                       | ITA             | Giovanni Abagnale Marco Di Costanzo     |
| 2020   | CRO  | Martin Sinković Valent Sinković         | ROU    | Marius Cozmiuc Ciprian Tudosă                         | DEN             | Joachim Sutton Frederic Vystavel        |
| 2024   | CRO  | Martin Sinković Valent Sinković         | GBR    | Oliver Wynne-Griffith Thomas George                   | SUI             | Roman Röösli Andrin Gulich              |

| Land | Goud | Zilver | Brons |
| ---- | ---- | ------ | ----- |
| GBR  | 6    | 3      | 2     |
| GDR  | 4    | 0      | 0     |
| USA  | 3    | 4      | 2     |
| AUS  | 2    | 1      | 1     |
| GER  | 2    | 1      | 1     |
| NZL  | 2    | 1      | 1     |
| CRO  | 2    | 1      | 0     |
| FRA  | 1    | 2      | 1     |
| ROU  | 1    | 2      | 0     |
| URS  | 1    | 2      | 0     |
| CAN  | 1    | 1      | 1     |
| NED  | 1    | 1      | 1     |
| SUI  | 0    | 2      | 2     |
| AUT  | 0    | 1      | 1     |
| DEN  | 0    | 1      | 2     |
| RSA  | 0    | 1      | 1     |
| BEL  | 0    | 1      | 0     |
| ESP  | 0    | 1      | 0     |
| ITA  | 0    | 0      | 2     |
| ARG  | 0    | 0      | 1     |
| EUA  | 0    | 0      | 1     |
| FIN  | 0    | 0      | 1     |
| FRG  | 0    | 0      | 1     |
| NOR  | 0    | 0      | 1     |
| POL  | 0    | 0      | 1     |
| SLO  | 0    | 0      | 1     |
| YUG  | 0    | 0      | 1     |

Meervoudige medaillewinnaars
| Succesvolste | Meervoudige                                                 |
| --- | ----------------------------------------------------------- |
| 3-0-0 Steve Redgrave 2-0-0 Drew Ginn 2-0-0 Bernd Landvoigt 2-0-0 Jörg Landvoigt 2-0-0 Martin Sinković 2-0-0 Valent Sinković 2-0-0 Hamish Bond 2-0-0 Eric Murray 2-0-0 Matthew Pinsent 1-0-1 James Tomkins 1-0-1 Michel Andrieux 1-0-1 Jean-Christophe Rolland | 0-1-1 Josef Kloimstein 0-1-1 Alfred Sageder 0-1-1 Hans Kalt |

### Dubbel-vier
| Editie | Goud | Goud                                                                      | Zilver | Zilver                                                                   | Brons | Brons                                                                |
| ------ | ---- | ------------------------------------------------------------------------- | ------ | ------------------------------------------------------------------------ | ----- | -------------------------------------------------------------------- |
| 1976   | GDR  | Karl-Heinz Bußert Wolfgang Güldenpfennig Rüdiger Reiche Michael Wolfgramm | URS    | Vytautas Butkus Jevgeni Doelejev Joeri Jakimov Aivars Lazdenieks         | TCH   | Jaroslav Hellebrand Vladek Lacina Zdeněk Pecka Václav Vochoska       |
| 1980   | GDR  | Carsten Bunk Frank Dundr Uwe Heppner Martin Winter                        | URS    | Jevgeni Barbakov Nikolai Dovgan Valeri Klesjnev Joeri Sjapotsjka         | BUL   | Bogdan Dobrev Mintsjo Nikolov Ljoebomir Petrov Ivo Roussev           |
| 1984   | FRG  | Michael Dürsch Albert Hedderich Raimund Hörmann Dieter Wiedenmann         | AUS    | Gary Gullock Anthony Lovrich Timothy McLaren Paul Reedy                  | CAN   | Bruce Ford Doug Hamilton Mike Hughes Phil Monckton                   |
| 1988   | ITA  | Agostino Abbagnale Gianluca Farina Piero Poli Davide Tizzano              | NOR    | Lars Bjønness Alf Hansen Rolf Bernt Thorsen Vetle Vinje                  | GDR   | Steffen Bogs Heiko Habermann Jens Köppen Steffen Zühlke              |
| 1992   | GER  | Andreas Hajek Michael Steinbach Stephan Volkert André Willms              | NOR    | Lars Bjønnes Per Albert Saetersdal Rolf Bernt Thorsen Kjetil Undset      | ITA   | Alessandro Corona Gianluca Farina Rossano Galtarossa Filippo Soffici |
| 1996   | GER  | Andreas Hajek André Steiner Stephan Volkert André Willms                  | USA    | Jason Gailes Brian Jamieson Eric Mueller Tim Young                       | AUS   | Duncan Free Boden Hanson Janusz Hooker Ronald Snook                  |
| 2000   | ITA  | Agostino Abbagnale Rossano Galtarossa Simone Raineri Alessio Sartori      | NED    | Michiel Bartman Dirk Lippits Diederik Simon Jochem Verberne              | GER   | Marco Geisler Andreas Hajek Stephan Volkert André Willms             |
| 2004   | RUS  | Sergej Fedorovstev Igor Kravtsov Nikolai Spinev Aleksei Svirin            | CZE    | Jakub Hanák David Jirka Tomáš Karas David Kopřiva                        | UKR   | Sergej Biloesjtsjenko Sergej Grin Oleg Lykov Leonid Sjaposjnikov     |
| 2008   | POL  | Michał Jeliński Marek Kolbowicz Adam Korol Konrad Wasielewski             | ITA    | Luca Agamennoni Rossano Galtarossa Simone Raineri Simone Venier          | FRA   | Julien Bahain Cédric Berrest Jonathan Coeffic Pierre-Jean Peltier    |
| 2012   | GER  | Tim Grohmann Lauritz Schoof Karl Schulze Philipp Wende                    | CRO    | Damir Martin David Šain Martin Sinković Valent Sinković                  | AUS   | Karsten Forsterling James McRae Chris Morgan Daniel Noonan           |
| 2016   | GER  | Hans Gruhne Lauritz Schoof Karl Schulze Philipp Wende                     | AUS    | Alexander Belonogoff Karsten Forsterling Cameron Girdlestone James McRae | EST   | Tõnu Endrekson Andrei Jämsä Allar Raja Kaspar Taimsoo                |
| 2020   | NED  | Koen Metsemakers Dirk Uittenbogaard Abe Wiersma Tone Wieten               | GBR    | Tom Barras Jack Beaumont Angus Groom Harry Leask                         | AUS   | Caleb Antill Jack Cleary Cameron Girdlestone Luke Letcher            |
| 2024   | NED  | Lennart van Lierop Finn Florijn Tone Wieten Koen Metsemakers              | ITA    | Luca Chiumento Luca Rambaldi Giacomo Gentili Andrea Panizza              | POL   | Fabian Barański Mateusz Biskup Dominik Czaja Mirosław Ziętarski      |

| Land | Goud | Zilver | Brons |
| ---- | ---- | ------ | ----- |
| GER  | 4    | 0      | 1     |
| ITA  | 2    | 2      | 1     |
| NED  | 2    | 1      | 0     |
| GDR  | 2    | 0      | 1     |
| FRG  | 1    | 0      | 0     |
| POL  | 1    | 0      | 1     |
| RUS  | 1    | 0      | 0     |
| AUS  | 0    | 2      | 3     |
| NOR  | 0    | 2      | 0     |
| URS  | 0    | 2      | 0     |
| CRO  | 0    | 1      | 0     |
| CZE  | 0    | 1      | 0     |
| GBR  | 0    | 1      | 0     |
| USA  | 0    | 1      | 0     |
| BUL  | 0    | 0      | 1     |
| CAN  | 0    | 0      | 1     |
| EST  | 0    | 0      | 1     |
| FRA  | 0    | 0      | 1     |
| TCH  | 0    | 0      | 1     |
| UKR  | 0    | 0      | 1     |

Meervoudige medaillewinnaars
| Succesvolste | Meervoudige |
| --- | --- |
| 2-0-1 Andreas Hajek 2-0-1 Stephan Volkert 2-0-1 André Willms 2-0-0 Lauritz Schoof 2-0-0 Karl Schulze 2-0-0 Philipp Wende 2-0-0 Agostino Abbagnale 2-0-0 Koen Metsemakers 2-0-0 Tone Wieten 1-1-1 Gianluca Farina 1-0-1 Rossano Galtarossa 1-0-1 Simone Raineri | 0-2-0 Lars Bjønness 0-2-0 Rolf Bernt Thorsen 0-1-1 Karsten Forsterling 0-1-1 Cameron Girdlestone 0-1-1 James McRae |

### Vier-zonder-stuurman
| Editie | Goud | Goud                                                                   | Zilver | Zilver                                                              | Brons | Brons                                                                         |
| ------ | ---- | ---------------------------------------------------------------------- | ------ | ------------------------------------------------------------------- | ----- | ----------------------------------------------------------------------------- |
| 1904   | USA  | George Dietz August Erker Albert Nasse Arthur Stockhoff                | USA    | Charles Aman Michael Begley Martin Fromanack Frederck Suerig        | USA   | Frank Dummerth John Freitag Louis Helm Gustav Voerg                           |
| 1908   | GBR  | Robert Cudmore James Angus Gillan Duncan Mackinnon Robert Somers-Smith | GBR    | Harold Barker Reginald Fenning Philip Filleul Gordon Thomson        | GBR   | Gordon Balfour Becher Gale Charles Riddy Geoffrey Taylor                      |
| 1908   | GBR  | Robert Cudmore James Angus Gillan Duncan Mackinnon Robert Somers-Smith | GBR    | Harold Barker Reginald Fenning Philip Filleul Gordon Thomson        | NED   | Johan Burk Bernardus Croon Hermannus Höfte Albertus Wielsma                   |
|        |      |                                                                        |        |                                                                     |       |                                                                               |
| 1924   | GBR  | Charles Eley James MacNabb Robert Morrison Terence Sanders             | CAN    | Archibald Black Colin Finlayson George Mackay William Wood          | SUI   | Émile Albrecht Alfred Probst Eugen Sigg Hans Walter                           |
| 1928   | GBR  | Richard Beesly Edward Bevan John Lander Michael Warriner               | USA    | Ernest Bayer George HealIs Charles Karle Bill Miller                | ITA   | Umberto Bonade Pietro Freschi Paolo Gennari Cesare Rossi                      |
| 1932   | GBR  | John Badcock Jack Beresford Hugh Edwards Rowland George                | GER    | Karl Aletter Walter Flinsch Ernst Gaber Hans Maier                  | ITA   | Francesco Cossu Giliante D'Este Antonio Garzoni Provenzani Antonio Ghiardello |
| 1936   | GER  | Rudolf Eckstein Martin Karl Wilhelm Menne Anton Rom                    | GBR    | Alan Barrett Thomas Bristow Peter Jackson John Duncan Sturrock      | SUI   | Hermann Betschart Alex Homberger Hans Homberger Karl Schmid                   |
| 1948   | ITA  | Franco Faggi Giovanni Invernizzi Giuseppe Moioli Elio Morille          | DEN    | Aksel Bonde Hansen Helge Halkjær Ib Storm Larsen Helge Schrøder     | USA   | Gregory Gates Stuart Griffing Frederick John Kingsbury Robert Perew           |
| 1952   | YUG  | Duje Bonačić Petar Šegvić Mate Trojanović Velimir Valenta              | FRA    | Pierre Blondiaux Marc Bouissou Roger Gautier Jacques Guissart       | FIN   | Oiva Lommi Veikko Lommi Lauri Nevalainen Kauko Wahlsten                       |
| 1956   | CAN  | Donald Arnold Walter D'Hondt Lorne Loomer Archibald MacKinnon          | USA    | James McIntosh Arthur McKinlay John McKinlay John Welchli           | FRA   | Yves Delacour Guy Guillabert René Guissart Gaston Mercier                     |
| 1960   | USA  | Arthur Ayrault Ted Nash John Sayre Richard Wailes                      | ITA    | Tullio Baraglia Renato Bosatta Giancarlo Crosta Giuseppe Galante    | URS   | Igor Achremtsjik Joeri Batsjoerov Valentin Morkovkin Anatoli Tarabrin         |
| 1964   | DEN  | John Ørsted Hansen Bjørn Hasløv Kurt Helmudt Erik Petersen             | GBR    | William Barry John James John Michael Russell Hugh Wardell-Yerburgh | USA   | Richard Lyon Theodore Mittet Ted Nash Geoffrey Picard                         |
| 1968   | GDR  | Frank Forberger Dieter Grahn Frank Rühle Dieter Schubert               | HUN    | József Csermely Antal Melis Zoltán Melis György Sarlós              | ITA   | Abramo Albini Tullio Baraglia Renato Bosatta Pier Angelo Conti Manzini        |
| 1972   | GDR  | Frank Forberger Dieter Grahn Frank Rühle Dieter Schubert               | NZL    | Ross Collinge Noel Mills Dudley Storey Dick Tonks                   | FRG   | Joachim Ehrig Peter Funnekötter Franz Held Wolfgang Plottke                   |
| 1976   | GDR  | Siegfried Brietzke Andreas Decker Wolfgang Mager Stefan Semmler        | NOR    | Rolf Andreassen Arne Bergodd Ole Nafstad Finn Tveter                | URS   | Raul Arnemann Valeri Dolinin Anoesjavan Gasan-Dzjalalov Nikolai Koeznetsov    |
| 1980   | GDR  | Siegfried Brietzke Andreas Decker Stefan Semmler Jürgen Thiele         | URS    | Valeri Dolinin Vitali Jelissejev Aleksej Kamkin Aleksandr Koelagin  | GBR   | John Beattie Martin Cross Ian McNuff David Townsend                           |
| 1984   | NZL  | Shane O'Brien Les O'Connell Conrad Robertson Keith Trask               | USA    | David Clark Alan Forney Jonathan Smith Philip Stekl                 | DEN   | Erik Christiansen Michael Jessen Lars Nielsen Per Rasmussen                   |
| 1988   | GDR  | Ralf Brudel Olaf Förster Thomas Greiner Roland Schröder                | USA    | Thomas Bohrer Richard Kennelly David Krmpotich Raoul Rodriguez      | FRG   | Guido Grabow Volker Grabow Norbert Keßlau Jörg Puttlitz                       |
| 1992   | AUS  | Andrew Cooper Nicholas Green Michael McKay James Tomkins               | USA    | Thomas Bohrer William Burden Patrick Manning Jeffrey McLaughlin     | SLO   | Milan Janša Jani Klemenčič Sašo Mirjanič Sadik Mujkič                         |
| 1996   | AUS  | Drew Ginn Nicholas Green Michael McKay James Tomkins                   | FRA    | Gilles Bosquet Daniel Fauché Olivier Moncelet Bertrand Vecten       | GBR   | Tim Foster Rupert Obholzer Gregory Searle Jonathan Searle                     |
| 2000   | GBR  | James Cracknell Tim Foster Matthew Pinsent Steve Redgrave              | ITA    | Lorenzo Carboncini Riccardo Dei Rossi Walter Molea Carlo Mornati    | AUS   | Ben Dodwell Bo Hanson Geoffrey Stewart James Stewart                          |
| 2004   | GBR  | Ed Coode James Cracknell Matthew Pinsent Steve Williams                | CAN    | Cameron Baerg Thomas Herschmiller Jake Wetzel Barney Williams       | ITA   | Luca Agamemnoni Dario Dentale Raffaello Leonardo Lorenzo Porzio               |
| 2008   | GBR  | Tom James Pete Reed Andrew Triggs Hodge Steve Williams                 | AUS    | Francis Hegerty James Marburg Cameron McKenzie-McHarg Matt Ryan     | FRA   | Germain Chardin Julien Desprès Dorian Mortelette Benjamin Rondeau             |
| 2012   | GBR  | Alex Gregory Tom James Pete Reed Andrew Triggs-Hodge                   | AUS    | James Chapman Joshua Dunkley-Smith Drew Ginn William Lockwood       | USA   | Charlie Cole Scott Gault Glenn Ochal Henrik Rummel                            |
| 2016   | GBR  | Alex Gregory Constantine Louloudis George Nash Mohamed Sbihi           | AUS    | Josh Booth Joshua Dunkley-Smith Alexander Hill William Lockwood     | ITA   | Matteo Castaldo Matteo Lodo Domenico Montrone Giuseppe Vicino                 |
| 2020   | AUS  | Jack Hargreaves Alexander Hill Alexander Purnell Spencer Turrin        | ROU    | Ștefan Berariu Cosmin Pascari Mugurel Semciuc Mihăiță Țigănescu     | ITA   | Matteo Castaldo Marco di Constanzo Matteo Lodo Giuseppe Vicino                |
| 2024   | USA  | Nick Mead Justin Best Michael Grady Liam Corrigan                      | NZL    | Oliver Maclean Logan Ullrich Tom Murray Matt Macdonald              | GBR   | Oliver Wilkes David Ambler Matt Aldridge Freddie Davidson                     |

| Land | Goud | Zilver | Brons |
| ---- | ---- | ------ | ----- |
| GBR  | 9    | 3      | 4     |
| GDR  | 5    | 0      | 0     |
| USA  | 3    | 6      | 4     |
| AUS  | 2    | 3      | 1     |
| ITA  | 1    | 2      | 6     |
| CAN  | 1    | 2      | 0     |
| NZL  | 1    | 2      | 0     |
| DEN  | 1    | 1      | 1     |
| GER  | 1    | 1      | 0     |
| YUG  | 1    | 0      | 0     |
| FRA  | 0    | 2      | 2     |
| URS  | 0    | 1      | 2     |
| HUN  | 0    | 1      | 0     |
| NOR  | 0    | 1      | 0     |
| ROU  | 0    | 1      | 0     |
| FRG  | 0    | 0      | 2     |
| SUI  | 0    | 0      | 2     |
| FIN  | 0    | 0      | 1     |
| NED  | 0    | 0      | 1     |
| SLO  | 0    | 0      | 1     |

Meervoudige medaillewinnaars
| Succesvolste | Meervoudige |
| --- | --- |
| 2-0-0 Nicholas Green 2-0-0 Michael McKay 2-0-0 James Tomkins 2-0-0 Siegfried Brietzke 2-0-0 Andreas Decker 2-0-0 Frank Forberger 2-0-0 Dieter Grahn 2-0-0 Frank Rühle 2-0-0 Dieter Schubert 2-0-0 Stefan Semmler 2-0-0 James Cracknell 2-0-0 Alex Gregory 2-0-0 Tom James 2-0-0 Matthew Pinsent 2-0-0 Pete Reed 2-0-0 Andrew Triggs-Hodge 2-0-0 Steve Williams 1-1-0 Alexander Hill 1-0-1 Tim Foster 1-0-1 Ted Nash | 0-2-0 Joshua Dunkley-Smith 0-2-0 William Lockwood 0-2-0 Thomas Bohrer 0-1-1 Tullio Baraglia 0-1-1 Renato Bosatta 0-1-1 Valeri Dolinin 0-0-2 Matteo Castaldo 0-0-2 Matteo Lodo 0-0-2 Giuseppe Vicino |

### Acht
| Editie | Goud | Goud | Zilver | Zilver | Brons           | Brons |
| ------ | ---- | --- | ------ | --- | --------------- | --- |
| 1900   | USA  | Louis Abell Harry DeBaecke William Carr John Exley John Geiger Edwin Hedley James Juvenal Roscoe Lockwood Edward Marsh                                      | BEL    | Prospère Bruggeman Jules De Bisschop Oscar De Cock Oscar De Somville Maurice Hemelsoet Frank Odberg Marcel Van Crombrugge Alfred Van Landeghem Maurice Verdonck | NED             | François Brandt Herman Brockmann Johannes van Dijk Roelof Klein Ruurd Leegstra Walter Middelberg Hendrik Offerhaus Walter Thijssen Henricus Tromp                   |
| 1904   | USA  | Louis Abell Charles Armstrong Frederick Cresser Joseph Dempsey John Exley James Flanagan Michael Gleason Harry Lott Frank Schell                            | CAN    | A.B. Bailey Phil Boyd Thomas Loudon Donald MacKenzie George Reiffenstein William Rice George Strange William Wadsworth Joseph Wright                            | niet uitgereikt | niet uitgereikt |
| 1908   | GBR  | Henry Bucknall Charles Burnell Raymond Etherington-Smith Albert Gladstone Banner Johnstone Frederick Kelly Gilchrist Maclagan Guy Nickalls Ronald Sanderson | BEL    | Oscar De Somville Marcel Morimont Georges Mijs Rémy Orban Rodolphe Poma Oscar Taelman Alfred Van Landeghem Polydore Veirman François Vergucht                   | CAN             | Gordon Balfour Becher Gale Douglas Kertland Walter Lewis Charles Riddy Irvine Robertson Geoffrey Taylor Julius Thomson Joseph Wright                                |
| 1908   | GBR  | Henry Bucknall Charles Burnell Raymond Etherington-Smith Albert Gladstone Banner Johnstone Frederick Kelly Gilchrist Maclagan Guy Nickalls Ronald Sanderson | BEL    | Oscar De Somville Marcel Morimont Georges Mijs Rémy Orban Rodolphe Poma Oscar Taelman Alfred Van Landeghem Polydore Veirman François Vergucht                   | GBR             | Richard Boyle John Burn Oswald Carver Henry Goldsmith Frank Jerwood Harold Kitching Eric Powell Douglas Stuart Edward Williams                                      |
| 1912   | GBR  | Edgar Burgess Philip Fleming Arthur Garton James Angus Gillan Ewart Horsfall Alister Kirby Sidney Swann Henry Wells Leslie Wormald                          | GBR    | Robert Bourne Beaufort Burdekin William Fison Thomas Gillespie Charles Littlejohn William Parker Frederick Pitman John Walker Arthur Wiggins                    | GER             | Fritz Bartholomae Willi Bartholomae Max Bröske Werner Dehn Otto Liebing Hans Matthiae Rudolf Reichelt Kurt Runge Max Vetter                                         |
| 1920   | USA  | Sherman Clark Vincent Gallagher Edwin Graves Virgil Jacomini Donald Johnston William Jordan Clyde King Edward Moore Alden Sanborn                           | GBR    | John Campbell Sebastian Earl Ewart Horsfall Walter James Robin Johnstone Richard Lucas Guy Nickalls Ralph Shove Sidney Swann                                    | NOR             | Haakon Ellingsen Thoralf Hagen Karl Nag Theodor Nag Thore Michelsen Arne Mortensen Adolf Nilsen Conrad Olsen Tollef Tollefsen                                       |
| 1924   | USA  | Leonard Carpenter Howard Kingsbury Alfred Lindley John Miller James Rockefeller Frederick Sheffield Benjamin Spock Laurence Stoddard Alfred Wilson          | CAN    | Arthur Bell Ivor Campbell Robert Hunter William Langford Harold Little John Smith Warren Snyder Norman Taylor William Wallace                                   | ITA             | Antonio Cattalinich Francesco Cattalinich Simeone Cattalinich Giuseppe Crivelli Latino Gallasso Vittorio Gliubich Pietro Ivanov Bruno Sorich Carlo Toniatti         |
| 1928   | USA  | Donald Blessing John Brinck Hubert Caldwell William Dally Peter Donlon Francis Frederick Marvin Stalder William Thompson James Workman                      | GBR    | John Badcock Jack Beresford Donald Gollan James Hamilton Gordon Killick Harold Lane Guy Oliver Nickalls Arthur Sulley Harold West                               | CAN             | John Donnelly Frank Fiddes John Hand Frederick Hedges Athol Meech Jack Murdock Edgar Norris Herbert Richardson William Ross                                         |
| 1932   | USA  | James Blair Charles Chandler David Dunlap Norris Graham Duncan Gregg Winslow Hall Burton Jastram Edwin Salisbury Harold Tower                               | ITA    | Mario Balleri Renato Barbieri Dino Barsotti Renato Bracci Vittorio Cioni Guglielmo Del Bimbo Enrico Garzelli Cesare Milani Roberto Vestrini                     | CAN             | Donald Boal Earl Eastwood Harry Fry Joseph Harris Cedric Liddell George MacDonald Stanley Stanyar Albert Taylor William Thoburn                                     |
| 1936   | USA  | Gordon Adam Charles Day Donald Hume George Hunt James McMillin Robert Moch Herbert Morris Joseph Rantz John White                                           | ITA    | Dino Barsotti Enzo Bartolini Mario Checcacci Guglielmo Del Bimbo Enrico Garzelli Oreste Grossi Cesare Milani Ottorino Quaglierini Dante Secchi                  | GER             | Hans-Joachim Hannemann Heinz Kaufmann Hans Kuschke Werner Loeckle Wilhelm Mahlow Helmut Radach Alfred Rieck Herbert Schmidt Gerd Völs                               |
| 1948   | USA  | George Ahlgren David Brown Lloyd Butler James Hardy Ralph Purchase Justus Smith John Stack David Turner Ian Turner                                          | GBR    | Christopher Barton Ernest Paul Bircher Jack Dearlove Michael Lapage Charles Brian Lloyd Paul Massey Alfred Mellows David Meyrick Guy Richardson                 | NOR             | Hans Egil Hanssén Harald Kråkenes Torstein Kråkenes Kristoffer Lepsøe Cad Henrik Monssen Sigurd Monssen Leif Naess Halfdan Gran Olsen Thor Pedersen                 |
| 1952   | USA  | Robert Detweiler James Dunbar William Fields Wayne Frye Charles Manring Richard Murphy Henry Proctor Frank Shakespeare Edward Stevens                       | URS    | Slava Amiragov Igor Borisov Jevgeni Brago Leonid Gissen Aleksej Komarov Vladimir Krjoekov Igor Poljakov Vladimir Rodimoesjkin Jevgeni Samsonov                  | AUS             | David Anderson Phillip Cayzer Ernest Chapman Thomas Chessel Menryn Finlay Nimrood Greenwood Edward Pain Robert Tinning Geoffrey Williamson                          |
| 1956   | USA  | William Becklean Donald Beer Thomas Charlton John Cooke Caldwell Esselstyn Charles Grimes Robert Morey Richard Wailes David Wight                           | CAN    | David Helliwell Philip Kueber Richard McClure Douglas McDonald William McKerlich Carlton Ogawa Donald Pretty Lawrence West Robert Wilson                        | AUS             | Michael Aikman Angus Benfield David Boykett Brian Doyle James Howden Walter Howell Harold Hewitt Garth Manton Adrian Monger                                         |
| 1960   | EUA  | Klaus Bittner Karl-Heinrich von Groddeck Karl-Heinz Hopp Hans Lenk Willi Padge Manfred Rulffs Frank Schepke Kraft Schepke Walter Schröder                   | CAN    | Donald Arnold Sohen Biln Walter D'Hondt Nelson Kuhn John Lecky Lorne Loomer Archibald MacKinnon William McKerlich Glen Mervyn                                   | TCH             | Bohumil Janoušek Jan Jindra Miroslav Koníček Jiří Lundák Stanislav Lusk Václav Pavkovič Luděk Pojezný Jan Švéda Josef Věntus                                        |
| 1964   | USA  | Joseph Amlong Thomas Amlong Harold Budd Emory Clark Stanley Cwiklinski Hugh Foley Bill Knecht William Stowe Róbert Zimonyi                                  | EUA    | Klaus Aeffke Thomas Ahrens Klaus Behrens Klaus Bittner Karl-Heinrich von Groddeck Horst Meyer Jürgen Plagemann Jürgen Schröder Hans-Jürgen Wallbrecht           | TCH             | Petr Čermák Bohumil Janoušek Miroslav Koníček Jiří Lundák Jan Mrvík Richard Nový Luděk Pojezný Július Toček Josef Věntus                                            |
| 1968   | FRG  | Rüdiger Henning Egbert Hirschfelder Wolfgang Hottenrott Horst Meyer Niko Ott Dirk Schreyer Jörg Siebert Gunther Tiersch Lutz Ulbricht                       | AUS    | Peter Dickson David Douglas Alfred Duval Joseph Fazio Alan Grover Michael Morgan Gary Pearce John Ranch Robert Shirlaw                                          | URS             | Antanas Bagdanavičius Vytautas Briedis Juozas Jagelavičius Zigmas Joekna Valentin Kravtsjoek Joeri Lorentson Aleksandr Martysjkin Viktor Soeslin Vladimir Sterlik   |
| 1972   | NZL  | Trevor Coker Simon Dickie Athol Earl John Hunter Tony Hurt Dick Joyce Gary Robertson Wybo Veldman Lindsay Wilson                                            | USA    | Eugene Clapp Franklin Hobbs William Hobbs Paul Hoffman Cleve Livingston Michael Livingston Timothy Mickelson Peter Raymond Lawrence Terry                       | GDR             | Hans-Joachim Borzym Harold Dimke Bernd Landvoigt Jörg Landvoigt Heinrich Mederow Manfred Schmorde Manfred Schneider Hartmut Schreiber Dietmar Schwarz               |
| 1976   | GDR  | Bernd Baumgart Karl-Heinz Danielowski Gottfried Döhn Ulrich Karnatz Werner Klatt Roland Kostulski Hans-Joachim Lück Karl-Heinz Prudöhl Dieter Wendisch      | GBR    | James Clark Timothy Crooks Richard Lester Hugh Matheson David Maxwell Leonard Robertson Frederick Smallbone Patrick Sweeney John Yallop                         | NZL             | Trevor Coker Simon Dickie Peter Dignan Athol Earl Tony Hurt Alex McLean Dave Rodger Ivan Sutherland Lindsay Wilson                                                  |
| 1980   | GDR  | Jens Doberschütz Uwe Dühring Jörg Friedrich Bernd Höing Ulrich Karnatz Ulrich Kons Hans-Peter Koppe Bernd Krauß Klaus-Dieter Ludwig                         | GBR    | Henry Clay Andrew Justice Chris Mahoney Duncan McDougall Malcom McGowan Colin Moynihan John Pritchard Richard Stanhope Allan Whitwell                           | URS             | Grigori Dmitrenko Viktor Kokosjkin Andrej Loegin Igor Maistrenko Aleksandr Mantsevitsj Jonas Normantas Jonas Pintskus Andrej Tisjtsjenko Aleksandr Tkatsjenko       |
| 1984   | CAN  | Dean Crawford Mark Evans Michael Evans Blair Horn Grant Main Brian McMahon Kevin Neufeld Paul Steele Pat Turner                                             | USA    | Ead Borchert Charles Clapp Thomas Darling Bruce Ibbetson Robert Jaugstetter Walter Lubsen Christopher Penny Andrew Sudduth John Terwilliger                     | AUS             | James Battersby Ian Edmunds Steve Evans Clyde Hefer Craig Muller Sam Patten Ion Popa Gavin Thredgold Timothy Willoughby                                             |
| 1988   | FRG  | Thomas Domian Armin Eichholz Manfred Klein Wolfgang Maennig Matthias Mellinghaus Thomas Möllenkamp Bahne Rabe Eckhardt Schultz Ansgar Wessling              | URS    | Venjamin Boet Viktor Didoek Aleksandr Doemtsjev Pavel Goerkovski Nikolai Komarov Aleksandr Loekjanov Viktor Omeljanovitsj Vassili Tichanov Andrej Vassiljev     | USA             | Seth Bauer Doug Burden Jeff McLaughlin Peter Nordell Ted Patton John Pescatore John Rusher John Smith Mike Teti                                                     |
| 1992   | CAN  | Darren Barber Andrew Crosby Michael Forgeron Robert Marland Terrence Paul Derek Porter Michael Rascher Bruce Robertson John Wallace                         | ROU    | Dănuţ Dobre Marin Gheorghe Claudiu Gabriel Marin Vasile lonel Măstăcan Vasile Dorel Năstase Valentin Robu Iulică Ruican Viorel Talapan Ioan Iulian Vizitiu      | GER             | Roland Baar Armin Eichholz Detlef Kirchhoff Manfred Klein Bahne Rabe Frank Richter Hans Sennewald Thorsten Streppelhoff Ansgar Wessling                             |
| 1996   | NED  | Michiel Bartman Jeroen Duyster Ronald Florijn Koos Maasdijk Nico Rienks Diederik Simon Niels van Steenis Niels van der Zwan Henk-Jan Zwolle                 | GER    | Roland Baar Wolfram Huhn Detlef Kirchhoff Mark Kleinschmidt Frank Richter Thorsten Streppelhoff Peter Thiede Ulrich Viefers Marc Weber                          | RUS             | Nikolai Aksjonov Andrey Gloechov Aleksandr Loekjanov Serhij Matvjejev Pavel Melnikov Roman Montsjenko Dmitri Rozinkevitsj Anton Tsjermasjentsev Vladimir Volodenkov |
| 2000   | GBR  | Louis Attrill Simon Dennis Rowley Douglas Luka Grubor Ben Hunt-Davis Andrew Lindsay Fred Scarlett Steve Trapmore Kieran West                                | AUS    | Daniel Burke Jaime Fernandez Alastair Gordon Brett Hayman Robert Jährling Mike McKay Nicholas Porzig Christian Ryan Stuart Welch                                | CRO             | Igor Boraska Krešimir Čuljak Igor Francetić Tihomir Franković Silvijo Petriško Nikša Skelin Siniša Skelin Tomislav Smoljanović Branimir Vujević                     |
| 2004   | USA  | Chris Ahrens Wyatt Allen Dan Beery Pete Cipollone Matt Deakin Joseph Hansen Beau Hoopman Jason Read Bryan Volpenhein                                        | NED    | Michiel Bartman Geert-Jan Derksen Gerritjan Eggenkamp Jan-Willem Gabriëls Daniël Mensch Diederik Simon Matthijs Vellenga Gijs Vermeulen Chun Wei Cheung         | AUS             | Boden Hanson Mike McKay Stuart Reside Geoff Stewart James Stewart Steve Stewart Stefan Szczurowski Michael Toon Stuart Welch                                        |
| 2008   | CAN  | Andrew Byrnes Kyle Hamilton Malcolm Howard Adam Kreek Kevin Light Brian Price Ben Rutledge Dominic Seiterle Jake Wetzel                                     | GBR    | Richard Egington Alistair Heathcote Matt Langridge Tom Lucy Acer Nethercott Alex Partridge Colin Smith Tom Stallard Josh West                                   | USA             | Wyatt Allen Micah Boyd Steven Coppola Beau Hoopman Josh Inman Marcus McElhenney Matt Schinobrich Bryan Volpenhein Daniel Walsh                                      |
| 2012   | GER  | Filip Adamski Eric Johannesen Andreas Kuffner Florian Mennigen Lukas Müller Maximilian Reinelt Martin Sauer Richard Schmidt Kristof Wilke                   | CAN    | Gabriel Bergen Jeremiah Brown Andrew Byrnes Will Crothers Douglas Csima Robert Gibson Malcolm Howard Conlin McCabe Brian Price                                  | GBR             | Richard Egington James Foad Phelan Hill Matt Langridge Constantine Louloudis Alex Partridge Tom Ransley Greg Searle Mohamed Sbihi                                   |
| 2016   | GBR  | Paul Bennett Scott Durant Matthew Gotrel Phelan Hill Matt Langridge Tom Ransley Pete Reed William Satch Andrew Triggs Hodge                                 | GER    | Felix Drahotta Malte Jakschik Eric Johannesen Andreas Kuffner Maximilian Munski Hannes Ocik Maximilian Reinelt Martin Sauer Richard Schmidt                     | NED             | Kaj Hendriks Robert Lücken Boaz Meylink Boudewijn Röell Olivier Siegelaar Dirk Uittenbogaard Mechiel Versluis Peter Wiersum Tone Wieten                             |
| 2020   | NZL  | Hamish Bond Sam Bosworth Michael Brake Shaun Kirkham Matt Macdonald Tom Mackintosh Tom Murray Dan Williamson Phillip Wilson                                 | GER    | Laurits Follert Malte Jakschik Torben Johannesen Hannes Ocik Olaf Roggensack Martin Sauer Richard Schmidt Jakob Schneider Johannes Weißenfeld                   | GBR             | Josh Bugajski Jacob Dawson Charles Elwes Henry Fieldman Thomas Ford Tom George James Rudkin Mohamed Sbihi Oliver Wynne-Griffith                                     |
| 2024   | GBR  | Morgan Bolding Sholto Carnegie Rory Gibbs Thomas Ford Jacob Dawson Charles Elwes Thomas Digby James Rudkin Harry Brightmore                                 | NED    | Ralf Rienks Olav Molenaar Sander de Graaf Ruben Knab Gert-Jan van Doorn Jacob van de Kerkhof Jan van der Bij Mick Makker Dieuwke Fetter (v)                     | USA             | Henry Hollingsworth Nicholas Rusher Christian Tabash Clark Dean Christopher Carlson Peter Chatain Evan Olson Pieter Quinton Rielly Milne                            |

| Land | Goud | Zilver | Brons |
| ---- | ---- | ------ | ----- |
| USA  | 12   | 2      | 3     |
| GBR  | 05   | 7      | 3     |
| CAN  | 03   | 6      | 2     |
| GDR  | 02   | 0      | 1     |
| NZL  | 02   | 0      | 1     |
| FRG  | 02   | 0      | 0     |
| GER  | 01   | 3      | 3     |
| NED  | 01   | 2      | 2     |
| EUA  | 01   | 1      | 0     |
| AUS  | 0    | 2      | 4     |
| URS  | 0    | 2      | 2     |
| ITA  | 0    | 2      | 1     |
| BEL  | 0    | 2      | 0     |
| ROU  | 0    | 1      | 0     |
| TCH  | 0    | 0      | 2     |
| CRO  | 0    | 0      | 1     |
| NOR  | 0    | 0      | 1     |
| RUS  | 0    | 0      | 1     |

Meervoudige medaillewinnaars
| Succesvolste | Succesvolste | Meervoudige | Meervoudige |
| --- | --- | --- | --- |
| 2-0-0 Ulrich Karnatz 2-0-0 Louis Abell 2-0-0 John Exley 1-2-0 Martin Sauer 1-2-0 Richard Schmidt 1-1-1 Matt Langridge 1-1-0 Klaus Bittner 1-1-0 Karl-Heinrich von Groddeck 1-1-0 Horst Meyer 1-1-0 Andrew Byrnes 1-1-0 Malcolm Howard 1-1-0 Brian Price 1-1-0 Eric Johannesen 1-1-0 Andreas Kuffner 1-1-0 Maximilian Reinelt 1-1-0 Jacob Dawson 1-1-0 Charles Elwes 1-1-0 Thomas Ford 1-1-0 James Rudkin 1-1-0 Michiel Bartman 1-1-0 Diederik Simon 1-1-0 Ewart Horsfall 1-1-0 Guy Nickalls 1-1-0 Sidney Swann | 1-0-1 / Armin Eichholz 1-0-1 / Manfred Klein 1-0-1 / Bahne Rabe 1-0-1 / Ansgar Wessling 1-0-1 Trevor Coker 1-0-1 Simon Dickie 1-0-1 Athol Earl 1-0-1 Tony Hurt 1-0-1 Lindsay Wilson 1-0-1 Phelan Hill 1-0-1 Tom Ransley 1-0-1 Wyatt Allen 1-0-1 Beau Hoopman 1-0-1 Bryan Volpenhein | 0-2-0 Oscar De Somville 0-2-0 Alfred Van Landeghem 0-2-0 William McKerlich 0-2-0 Malte Jakschik 0-2-0 Hannes Ocik 0-2-0 Guglielmo Del Bimbo 0-2-0 Enrico Garzelli 0-2-0 Cesare Milani 0-1-1 Mike McKay 0-1-1 Stuart Welch 0-1-1 Joseph Wright 0-1-1 Roland Baar 0-1-1 Detlef Kirchhoff 0-1-1 Frank Richter 0-1-1 Thorsten Streppelhoff 0-1-1 / Aleksandr Loekjanov 0-1-1 Richard Egington 0-1-1 Alex Partridge | 0-0-2 Bohumil Janoušek 0-0-2 Miroslav Koníček 0-0-2 Jiří Lundák 0-0-2 Luděk Pojezný 0-0-2 Josef Věntus 0-0-2 Mohamed Sbihi |

## Vrouwen

### Skiff
| Editie | Goud | Goud                         | Zilver | Zilver             | Brons | Brons                        |
| ------ | ---- | ---------------------------- | ------ | ------------------ | ----- | ---------------------------- |
| 1976   | GDR  | Christine Scheiblich         | USA    | Joan Lind          | URS   | Jelena Antonova              |
| 1980   | ROU  | Sanda Toma                   | URS    | Antonina Machina   | GDR   | Martina Schröter             |
| 1984   | ROU  | Valeria Răcilă-Rosça         | USA    | Charlotte Geer     | BEL   | Ann Haesebrouck              |
| 1988   | GDR  | Jutta Behrendt               | USA    | Anne Marden        | BUL   | Magdalena Georgieva          |
| 1992   | ROU  | Elisabeta Lipă-Oleniuc       | BEL    | Annelies Bredael   | CAN   | Silken Laumann               |
| 1996   | BLR  | Jekaterina Chodotovitsj      | CAN    | Silken Laumann     | DEN   | Trine Hansen                 |
| 2000   | BLR  | Jekaterina Karsten           | BUL    | Roemjana Nejkova   | GER   | Katrin Rutschow-Stomporowski |
| 2004   | GER  | Katrin Rutschow-Stomporowski | BLR    | Jekaterina Karsten | BUL   | Roemjana Nejkova             |
| 2008   | BUL  | Roemjana Nejkova             | USA    | Michelle Guerette  | BLR   | Jekaterina Karsten           |
| 2012   | CZE  | Miroslava Knapková           | DEN    | Fie Udby Erichsen  | AUS   | Kimberley Crow               |
| 2016   | AUS  | Kimberley Brennan-Crow       | USA    | Genevra Stone      | CHN   | Duan Jingli                  |
| 2020   | NZL  | Emma Twigg                   | ROC    | Hanna Prakatsen    | AUT   | Magdalena Lobnig             |
| 2024   | NED  | Karolien Florijn             | NZL    | Emma Twigg         | LTU   | Viktorija Senkutė            |

| Land | Goud | Zilver | Brons |
| ---- | ---- | ------ | ----- |
| ROU  | 3    | 0      | 0     |
| BLR  | 2    | 1      | 1     |
| GDR  | 2    | 0      | 1     |
| BUL  | 1    | 1      | 2     |
| NZL  | 1    | 1      | 0     |
| AUS  | 1    | 0      | 1     |
| GER  | 1    | 0      | 1     |
| CZE  | 1    | 0      | 0     |
| NED  | 1    | 0      | 0     |
| USA  | 0    | 5      | 0     |
| BEL  | 0    | 1      | 1     |
| CAN  | 0    | 1      | 1     |
| DEN  | 0    | 1      | 1     |
| URS  | 0    | 1      | 1     |
| ROC  | 0    | 1      | 0     |
| AUT  | 0    | 0      | 1     |
| CHN  | 0    | 0      | 1     |
| LTU  | 0    | 0      | 1     |

Meervoudige medaillewinnaars
| Succesvolste | Meervoudige          |
| --- | -------------------- |
| 2-1-1 Jekaterina Chodotovitsj-Karsten 1-1-1 Roemjana Nejkova 1-1-0 Emma Twigg 1-0-1 Kimberley Brennan-Crow 1-0-1 Katrin Rutschow-Stomporowski | 0-1-1 Silken Laumann |

### Lichte dubbel-twee
| Editie | Goud | Goud                                 | Zilver | Zilver                           | Brons | Brons                                   |
| ------ | ---- | ------------------------------------ | ------ | -------------------------------- | ----- | --------------------------------------- |
| 1996   | ROU  | Constanța Burcică Camelia Macoviciuc | USA    | Teresa Bell Lindsay Burns        | AUS   | Rebecca Joyce Virgina Lee               |
| 2000   | ROU  | Angela Alupei Constanța Burcică      | GER    | Claudia Blasberg Valerie Viehoff | USA   | Christine Collins Sarah Garner          |
| 2004   | ROU  | Angela Alupei Constanța Burcică      | GER    | Claudia Blasberg Daniela Reimer  | NED   | Marit van Eupen Kirsten van der Kolk    |
| 2008   | NED  | Marit van Eupen Kirsten van der Kolk | FIN    | Minna Nieminen Sana Sten         | CAN   | Tracy Cameron Melanie Kok               |
| 2012   | GBR  | Katherine Copeland Sophie Hosking    | CHN    | Dongxiang Xu Huang Wenyi         | GRE   | Christina Giazitzidou Alexandra Tsiavou |
| 2016   | NED  | Maaike Head Ilse Paulis              | CAN    | Lindsay Jennerich Patricia Obee  | CHN   | Huang Wenyi Pan Feihong                 |
| 2020   | ITA  | Federica Cesarini Valentina Rodini   | FRA    | Claire Bové Laura Tarantola      | NED   | Marieke Keijser Ilse Paulis             |
| 2024   | GBR  | Emily Craig Imogen Grant             | ROU    | Gianina Beleagă Ionela Cozmiuc   | GRE   | Dimitra Kontou Zoi Fitsiou              |

| Land | Goud | Zilver | Brons |
| ---- | ---- | ------ | ----- |
| ROU  | 3    | 1      | 0     |
| NED  | 2    | 0      | 2     |
| GBR  | 2    | 0      | 0     |
| ITA  | 1    | 0      | 0     |
| GER  | 0    | 2      | 0     |
| CAN  | 0    | 1      | 1     |
| CHN  | 0    | 1      | 1     |
| USA  | 0    | 1      | 1     |
| FIN  | 0    | 1      | 0     |
| FRA  | 0    | 1      | 0     |
| GRE  | 0    | 0      | 2     |
| AUS  | 0    | 0      | 1     |

Meervoudige medaillewinnaars
| Succesvolste                                                                                                   | Meervoudige                              |
| --- | ---------------------------------------- |
| 3-0-0 Constanța Burcică 2-0-0 Angela Alupei 1-0-1 Marit van Eupen 1-0-1 Kirsten van der Kolk 1-0-1 Ilse Paulis | 0-2-0 Claudia Blasberg 0-1-1 Huang Wenyi |

### Dubbel-twee
| Editie | Goud | Goud                                            | Zilver | Zilver                                           | Brons | Brons                                    |
| ------ | ---- | ----------------------------------------------- | ------ | ------------------------------------------------ | ----- | ---------------------------------------- |
| 1976   | BUL  | Zdravka Jordanova Svetla Otsetova               | GDR    | Petra Boesler Sabine Jahn                        | URS   | Leonora Kaminskaitė Genovaitė Ramoškienė |
| 1980   | URS  | Jelena Chloptseva Larissa Popova                | GDR    | Cornelia Linse Heidi Westphal                    | ROU   | Olga Homeghi Valeria Roşca               |
| 1984   | ROU  | Elisabeta Oleniuc Marioara Popescu              | NED    | Greet Hellemans Nicolette Hellemans              | CAN   | Daniele Laumann Silken Laumann           |
| 1988   | GDR  | Birgit Peter Martina Schröter                   | ROU    | Veronica Cogeanu Elisabeta Lipă-Oleniuc          | BUL   | Stefka Madina Violeta Ninova             |
| 1992   | GER  | Kathrin Boron Kerstin Köppen                    | ROU    | Veronica Cochelea-Cogeanu Elisabeta Lipă-Oleniuc | CHN   | Gu Xiaoli Lu Huali                       |
| 1996   | CAN  | Kathleen Heddle Marnie McBean                   | CHN    | Cao Mianying Zhang Xiuyun                        | NED   | Irene Eijs Eeke van Nes                  |
| 2000   | GER  | Kathrin Boron Jana Thieme                       | NED    | Pieta van Dishoeck Eeke van Nes                  | LTU   | Kristina Poplavskaja Birutė Šakickienė   |
| 2004   | NZL  | Caroline Evers-Swindell Georgina Evers-Swindell | GER    | Britta Oppelt Peggy Waleska                      | GBR   | Elise Laverick Sarah Winckless           |
| 2008   | NZL  | Caroline Evers-Swindell Georgina Evers-Swindell | GER    | Christiane Huth Annekatrin Thiele                | GBR   | Anna Bebington Elise Laverick            |
| 2012   | GBR  | Katherine Grainger Anna Bebington-Watkins       | AUS    | Kim Crow Brooke Pratley                          | POL   | Magdalena Fularczyk Julia Michalska      |
| 2016   | POL  | Magdalena Fularczyk-Kozłowska Natalia Madaj     | GBR    | Katherine Grainger Victoria Thornley             | LTU   | Milda Valčiukaitė Donata Vištartaitė     |
| 2020   | ROU  | Nicoleta-Ancuța Bodnar Simona Radiș             | NZL    | Brooke Donoghue Hannah Osborne                   | NED   | Roos de Jong Lisa Scheenaard             |
| 2024   | NZL  | Brooke Francis Lucy Spoors                      | ROU    | Nicoleta-Ancuța Bodnar Simona Radiș              | GBR   | Mathilda Hodgkins-Byrne Becky Wilde      |

| Land | Goud | Zilver | Brons |
| ---- | ---- | ------ | ----- |
| NZL  | 3    | 1      | 0     |
| ROU  | 2    | 3      | 1     |
| GER  | 2    | 2      | 0     |
| GDR  | 1    | 2      | 0     |
| GBR  | 1    | 1      | 3     |
| BUL  | 1    | 0      | 1     |
| CAN  | 1    | 0      | 1     |
| POL  | 1    | 0      | 1     |
| URS  | 1    | 0      | 1     |
| NED  | 0    | 2      | 2     |
| CHN  | 0    | 1      | 1     |
| AUS  | 0    | 1      | 0     |
| LTU  | 0    | 0      | 2     |

Meervoudige medaillewinnaars
| Succesvolste | Meervoudige                                                             |
| --- | ----------------------------------------------------------------------- |
| 2-0-0 Kathrin Boron 2-0-0 Caroline Evers-Swindell 2-0-0 Georgina Evers-Swindell 1-2-0 Elisabeta Lipă-Oleniuc 1-1-0 Katherine Grainger 1-1-0 Brooke Francis 1-1-0 Nicoleta-Ancuța Bodnar 1-1-0 Simona Radiș 1-0-1 Anna Bebington-Watkins 1-0-1 Magdalena Fularczyk-Kozłowska | 0-2-0 Veronica Cochelea-Cogeanu 0-1-1 Eeke van Nes 0-0-2 Elise Laverick |

### Twee-zonder-stuurvrouw
| Editie | Goud | Goud                                      | Zilver | Zilver                                  | Brons | Brons                                                        |
| ------ | ---- | ----------------------------------------- | ------ | --------------------------------------- | ----- | ------------------------------------------------------------ |
| 1976   | BUL  | Stojanka Groejtsjeva Sijka Kelbetsjeva    | GDR    | Sabine Dähne Angelika Noack             | FRG   | Edith Eckbauer Thea Einöder                                  |
| 1980   | GDR  | Cornelia Klier Ute Steindorf              | POL    | Małgorzata Dlużewska Czesława Kociańska | BUL   | Sijka Barboelova-Kelbetsjeva Stojanka Koerbatova-Groejtsjeva |
| 1984   | ROU  | Rodica Arba Elena Horvat                  | CAN    | Betty Craig Tricia Smith                | FRG   | Ellen Becker Iris Völkner                                    |
| 1988   | ROU  | Rodica Arba Olga Homeghi                  | BUL    | Lalka Berberova Radka Stojanova         | NZL   | Lynley Hannen Nicola Payne                                   |
| 1992   | CAN  | Kathleen Heddle Marnie McBean             | GER    | Ingeburg Schwerzmann Stefani Werremeier | USA   | Stephanie Maxwell Pierson Anna Seaton                        |
| 1996   | AUS  | Kate Slatter Megan Still                  | USA    | Karen Kraft Missy Schwen                | FRA   | Hélène Cortin Christine Gossé                                |
| 2000   | ROU  | Georgeta Damian Doina Ignat               | AUS    | Kate Slatter Rachael Taylor             | USA   | Karen Kraft Missy Schwen-Ryan                                |
| 2004   | ROU  | Georgeta Damian Viorica Susanu            | GBR    | Cath Bishop Katherine Grainger          | BLR   | Joelia Bitsjik Natalja Gelach                                |
| 2008   | ROU  | Georgeta Andrunache-Damian Viorica Susanu | CHN    | Gao Yulan Wu You                        | BLR   | Joelia Bitsjik Natalja Gelach                                |
| 2012   | GBR  | Helen Glover Heather Stanning             | AUS    | Kate Hornsey Sarah Tait                 | NZL   | Juliette Haigh Rebecca Scown                                 |
| 2016   | GBR  | Helen Glover Heather Stanning             | NZL    | Genevieve Behrent Rebecca Scown         | DEN   | Anne Andersen Hedvig Rasmussen                               |
| 2020   | NZL  | Kerri Gowler Grace Prendergast            | ROC    | Jelena Orjabinskaja Vasilisa Stepanova  | CAN   | Caileigh Filmer Hillary Janssens                             |
| 2024   | NED  | Ymkje Clevering Veronique Meester         | ROU    | Ioana Vrînceanu Roxana Anghel           | AUS   | Jessica Morrison Annabelle McIntyre                          |

| Land | Goud | Zilver | Brons |
| ---- | ---- | ------ | ----- |
| ROU  | 5    | 1      | 0     |
| GBR  | 2    | 1      | 0     |
| AUS  | 1    | 2      | 1     |
| NZL  | 1    | 1      | 2     |
| BUL  | 1    | 1      | 1     |
| CAN  | 1    | 1      | 1     |
| GDR  | 1    | 1      | 0     |
| NED  | 1    | 0      | 0     |
| USA  | 0    | 1      | 2     |
| CHN  | 0    | 1      | 0     |
| GER  | 0    | 1      | 0     |
| POL  | 0    | 1      | 0     |
| ROC  | 0    | 1      | 0     |
| BLR  | 0    | 0      | 2     |
| FRG  | 0    | 0      | 2     |
| DEN  | 0    | 0      | 1     |
| FRA  | 0    | 0      | 1     |

Meervoudige medaillewinnaars
| Succesvolste | Meervoudige                                                                                             |
| --- | --- |
| 3-0-0 Georgeta Andrunache-Damian 2-0-0 Rodica Arba 2-0-0 Viorica Susanu 2-0-0 Helen Glover 2-0-0 Heather Stanning 1-1-0 Kate Slatter 1-0-1 Sijka Barboelova-Kelbetsjeva 1-0-1 Stojanka Koerbatova-Groejtsjeva | 0-1-1 Rebecca Scown 0-1-1 Karen Kraft 0-1-1 Missy Schwen-Ryan 0-0-2 Joelia Bitsjik 0-0-2 Natalja Gelach |

### Dubbel-vier
| Editie | Goud | Goud                                                                       | Zilver | Zilver                                                                              | Brons | Brons                                                                                 |
| ------ | ---- | -------------------------------------------------------------------------- | ------ | ----------------------------------------------------------------------------------- | ----- | ------------------------------------------------------------------------------------- |
| 1988   | GDR  | Kerstin Förster Kristina Mundt Beate Schramm Jana Sorgers                  | URS    | Antonina Doemtsjeva Inna Frolova Irina Kalimbet Svetlana Mazij                      | ROU   | Anişoara Bălan Veronica Cogeanu Elisabeta Lipă-Oleniuc Anişoara Minea                 |
| 1992   | GER  | Kerstin Müller Kristina Mundt Birgit Peter Sybille Schmidt                 | ROU    | Constanța Burcică-Pipotă Veronica Cochelea-Cogeanu Anişoara Dobre-Bălan Doina Ignat | EUN   | Jelena Chloptseva Jekaterina Chodotovitsj Tatjana Oestjoezjanina Antonina Zelikovitsj |
| 1996   | GER  | Kathrin Boron Kerstin Köppen Katrin Rutschow Jana Sorgers                  | UKR    | Inna Frolova Svetlana Mazij Diana Miftachoetdinova Jelena Ronzjina                  | CAN   | Laryssa Biesenthal Kathleen Heddle Marnie McBean Diane O'Grady                        |
| 2000   | GER  | Meike Evers Kerstin Kowalski Manja Kowalski Manuela Lutze                  | GBR    | Guin Batten Miriam Batten Katherine Grainger Gillian Lindsay                        | RUS   | Oksana Dorodnova Irina Fedotova Joelia Levina Larisa Merk                             |
| 2004   | GER  | Kathrin Boron Meike Evers Kerstin Kowalski Manuela Lutze                   | GBR    | Debbie Flood Frances Houghton Alison Mowbray Rebecca Romero                         | AUS   | Amber Bradley Dana Faletic Kerry Hore Rebecca Sattin                                  |
| 2008   | CHN  | Jin Ziwei Tang Bin Xi Aihua Zhang Yangyang                                 | GBR    | Debbie Flood Katherine Grainger Frances Houghton Annie Vernon                       | GER   | Kathrin Boron Manuela Lutze Britta Oppelt Stephanie Schiller                          |
| 2012   | UKR  | Jana Dementjeva Natalija Dovhodko Anastasija Kozjenkova Kateryna Tarasenko | GER    | Carina Bär Britta Oppelt Julia Richter Annekatrin Thiele                            | USA   | Natalie Dell Megan Kalmoe Kara Kohler Adrienne Martelli                               |
| 2016   | GER  | Carina Bär Julia Lier Lisa Schmidla Annekatrin Thiele                      | NED    | Chantal Achterberg Nicole Beukers Carline Bouw Inge Janssen                         | POL   | Monika Ciaciuch Agnieszka Kobus Joanna Leszczyńska Maria Springwald                   |
| 2020   | CHN  | Chen Yunxia Cui Xiaotong Lü Yang Zhang Ling                                | POL    | Agnieszka Kobus Maria Sajdak Marta Wieliczko Katarzyna Zillmann                     | AUS   | Caitlin Cronin Harriet Hudson Rowena Meredith Ria Thompson                            |
| 2024   | GBR  | Lauren Henry Hannah Scott Lola Anderson Georgina Brayshaw                  | NED    | Laila Youssifou Bente Paulis Roos de Jong Tessa Dullemans                           | GER   | Maren Völz Tabea Schendekehl Leonie Menzel Pia Greiten                                |

| Land | Goud | Zilver | Brons |
| ---- | ---- | ------ | ----- |
| GER  | 5    | 1      | 2     |
| CHN  | 2    | 0      | 0     |
| GBR  | 1    | 3      | 0     |
| UKR  | 1    | 1      | 0     |
| GDR  | 1    | 0      | 0     |
| NED  | 0    | 2      | 0     |
| POL  | 0    | 1      | 1     |
| ROU  | 0    | 1      | 1     |
| URS  | 0    | 1      | 0     |
| AUS  | 0    | 0      | 2     |
| CAN  | 0    | 0      | 1     |
| EUN  | 0    | 0      | 1     |
| RUS  | 0    | 0      | 1     |
| USA  | 0    | 0      | 1     |

Meervoudige medaillewinnaars
| Succesvolste | Meervoudige |
| --- | --- |
| 2-0-1 Kathrin Boron 2-0-1 Manuela Lutze 2-0-0 / Kristina Mundt 2-0-0 Meike Evers 2-0-0 Kerstin Kowalski 1-1-0 Carina Bär 1-1-0 Annekatrin Thiele | 0-2-0 / Inna Frolova 0-2-0 / Svetlana Mazij 0-2-0 Debbie Flood 0-2-0 Katherine Grainger 0-2-0 Frances Houghton 0-2-0 Agnieszka Kobus 0-1-1 Britta Oppelt 0-1-1 Veronica Cochelea-Cogeanu |

### Vier-zonder-stuurvrouw
| Editie | Goud | Goud                                                                | Zilver | Zilver                                                             | Brons | Brons                                                   |
| ------ | ---- | ------------------------------------------------------------------- | ------ | ------------------------------------------------------------------ | ----- | ------------------------------------------------------- |
| 1992   | CAN  | Kirsten Barnes Jessica Monroe Brenda Taylor Kay Worthington         | USA    | Shelagh Donohoe Cynihia Eckert Carol Feeney Amy Fuller             | GER   | Antje Frank Annette Hohn Gabriele Mehl Birte Siech      |
|        |      |                                                                     |        |                                                                    |       |                                                         |
| 2020   | AUS  | Annabelle McIntyre Jessica Morrison Rosemary Popa Lucy Stephan      | NED    | Ymkje Clevering Karolien Florijn Ellen Hogerwerf Veronique Meester | IRL   | Emily Hegarty Aifric Keogh Eimear Lambe Fiona Murtagh   |
| 2024   | NED  | Marloes Oldenburg Hermijntje Drenth Tinka Offereins Benthe Boonstra | GBR    | Helen Glover Esme Booth Samantha Redgrave Rebecca Shorten          | NZL   | Jackie Gowler Phoebe Spoors Davina Waddy Kerri Williams |

| Land | Goud | Zilver | Brons |
| ---- | ---- | ------ | ----- |
| NED  | 1    | 1      | 0     |
| CAN  | 1    | 0      | 0     |
| AUS  | 1    | 0      | 0     |
| GBR  | 0    | 1      | 0     |
| USA  | 0    | 1      | 0     |
| GER  | 0    | 0      | 1     |
| IRL  | 0    | 0      | 1     |
| NZL  | 0    | 0      | 1     |

### Acht
| Editie | Goud | Goud | Zilver | Zilver | Brons | Brons |
| ------ | ---- | --- | ------ | --- | ----- | --- |
| 1976   | GDR  | Brigitte Ahrenholz Henrietta Ebert Viola Goretzki Monika Kallies Christiane Knetsch Helma Lehmann Irina Müller Ilona Richter Marina Wilke                            | URS    | Olga Goezenko Olga Kolkova Klavdija Kozenkova Olga Poegovskaja Nadezjda Rosjtsjina Nadija Rozgon Ljoebov Talalajeva Nelli Tarakanova Jelena Zoebko        | USA   | Caroll Brown Anita DeFrantz Carie Graves Marion Greig Peggy McCarthy Gail Ricketson Lynn Silliman Anne Warner Jacqueli Zoch                                          |
| 1980   | GDR  | Martina Boesler Christiane Köpke Gabriele Kühn Karin Metze Kersten Neisser Ilona Richter Marita Sandig Birgit Schütz Marina Wilke                                    | URS    | Nina Frolova Marija Pazjoen Olga Pivovarova Nina Preobrazjenskaja Nadezjda Prisjtsjepa Tatjana Stetsenko Jelena Teresjina Nina Umanets Valentina Zjoelina | ROU   | Angelica Aposteanu Elena Bondar Florica Bucur Mariana Constantinescu Elena Dobriţoiu Rodica Frîntu Ana Iliuţă Rodica Puscatu Marlena Zagoni                          |
| 1984   | USA  | Betsy Beard Carol Bower Jeanne Flanagan Carie Graves Kathy Keeler Harriet Metcalf Kristine Norelius Shyril O'Steen Kristen Thorsness                                 | ROU    | Mihaela Armăşescu Doina Bălan Adriana Chelariu Camelia Diaconescu Viorica Ioja Aneta Mihaly Aurora Pleşca Lucia Sauca Marioara Traşcă                     | NED   | Lynda Cornet Marieke van Drogenbroek Harriet van Ettekoven Greet Hellemans Nicolette Hellemans Marty Laurijsen Catalien Neelissen Anne-Marie Quist Wiljon Vaandrager |
| 1988   | GDR  | Ramona Balthasar Kathrin Haacker Anja Kluge Daniela Neunast Beatrix Schröer Ute Stange Annegret Strauch Ute Wild Judith Zeidler                                      | ROU    | Herta Anitas Rodica Arba Mihaela Armăşescu Doina Bălan Adriana Bazon Olga Homeghi Veronica Necula Ecaterina Oancia Marioara Traşcă                        | CHN   | Han Yaqin He Yanwen Hu Yadong Li Ronghua Yang Xiao Zhang Xianghua Zhang Yali Zhou Shouying Zhou Xiuhua                                                               |
| 1992   | CAN  | Kirsten Barnes Shannon Crawford Megan Delehanty Kathleen Heddle Marnie McBean Jessica Monroe Brenda Taylor Lesley Thompson Kay Worthington                           | ROU    | Iulia Bobeică Adriana Chelariu-Bazon Elena Georgescu Viorica Lepădatu Viorica Neculai Ioana Olteanu Maria Păduraru Doina Robu Doina Snep-Bălan            | GER   | Sylvia Dördelmann Kathrin Haacker Christiane Harzendorf Daniela Neunast Cerstin Petersmann Dana Pyritz Ute Stange-Wagner Annegret Strauch Judith Zeidler             |
| 1996   | ROU  | Veronica Cochelea-Cogeanu Liliana Gafencu Elena Georgescu Doina Ignat Elisabeta Lipă-Oleniuc Ioana Olteanu Marioara Popescu Doina Spîrcu Anca Tănase                 | CAN    | Anna van der Kamp Alison Korn Theresa Luke Maria Maunder Heather McDermid Jessica Monroe Emma Robinson Lesley Thompson Tosha Tsang                        | BLR   | Tamara Davydenko Natalja Lavrinenko Jelena Mikoelitsj Aleksandra Pankina Jaroslava Pavlovitsj Valentina Skrabatoen Natalja Stasjoek Natalja Voltsjek Marina Znak     |
| 2000   | ROU  | Veronica Cochelea-Cogeanu Georgeta Damian Maria Magdalena Dumitrache Liliana Gafencu Elena Georgescu Doina Ignat Elisabeta Lipă-Oleniuc Ioana Olteanu Viorica Susanu | NED    | Tessa Appeldoorn Carin ter Beek Pieta van Dishoeck Elien Meijer Eeke van Nes Nelleke Penninx Martijntje Quik Anneke Venema Marieke Westerhof              | CAN   | Buffy Alexander Laryssa Biesenthal Heather Davis Alison Korn Theresa Luke Heather McDermid Emma Robinson Lesley Thompson Dorota Urbaniak                             |
| 2004   | ROU  | Aurica Bărăscu Georgeta Damian Rodica Florea Liliana Gafencu Elena Georgescu Doina Ignat Elisabeta Lipă-Oleniuc Ioana Papuc Viorica Susanu                           | USA    | Alison Cox Caryn Davies Megan Dirkmaat Kate Johnson Laurel Korholz Samantha Magee Anna Mickelson Lianne Nelson Mary Whipple                               | NED   | Hurnet Dekkers Annemiek de Haan Nienke Hommes Annemarieke van Rumpt Sarah Siegelaar Marlies Smulders Helen Tanger Froukje Wegman Ester Workel                        |
| 2008   | USA  | Erin Cafaro Anna Cummins Caryn Davies Susan Francia Anna Goodale Caroline Lind Elle Logan Lindsay Shoop Mary Whipple                                                 | NED    | Femke Dekker Annemiek de Haan Nienke Kingma Roline Repelaer van Driel Annemarieke van Rumpt Sarah Siegelaar Marlies Smulders Helen Tanger Ester Workel    | ROU   | Georgeta Andrunache-Damian Eniko Barabas Constanța Burcică Elena Georgescu Doina Ignat Simona Dumitrita Musat Ioana Papuc Rodica Maria Serban Viorica Susanu         |
| 2012   | USA  | Erin Cafaro Caryn Davies Susan Francia Caroline Lind Esther Lofgren Elle Logan Meghan Musnicki Taylor Ritzel Mary Whipple                                            | CAN    | Ashley Brzozowicz Krista Guloien Janine Hanson Darcy Marquardt Natalie Mastracci Andréanne Morin Lesley Thompson Rachelle Viinberg Lauren Wilkinson       | NED   | Chantal Achterberg Claudia Belderbos Carline Bouw Sytske de Groot Annemiek de Haan Nienke Kingma Roline Repelaer van Driel Anne Schellekens Jacobine Veenhoven       |
| 2016   | USA  | Amanda Elmore Tessa Gobbo Elle Logan Meghan Musnicki Amanda Polk Emily Regan Lauren Schmetterling Kerry Simmonds Katelin Snyder                                      | GBR    | Karen Bennett Olivia Carnegie-Brown Jessica Eddie Catherine Greves Frances Houghton Zoe Lee Polly Swann Zoe de Toledo Melanie Wilson                      | ROU   | Amalia Bereș Andreea Boghian Adelina Bogus Roxana Cogianu Irina Dorneanu Daniela Druncea Laura Oprea Mihaela Petrila Ioana Strungaru                                 |
| 2020   | CAN  | Susanne Grainger Kasia Gruchalla-Wesierski Kristen Kit Madison Mailey Sydney Payne Andrea Proske Lisa Roman Christine Roper Avalon Wasteneys                         | NZL    | Kelsey Bevan Emma Dyke Jackie Gowler Kerri Gowler Ella Greenslade Grace Prendergast Beth Ross Caleb Shepherd (m) Lucy Spoors                              | CHN   | Guo Linlin Ju Rui Li Jingjing Miao Tian Wang Yuwei Wang Zifeng Xu Fei Zhang Dechang (m) Zhang Min                                                                    |
| 2024   | ROU  | Adriana Adam Roxana Anghel Amalia Bereș Ancuța Bodnar Maria Luhaci Simona Radiș Maria Magdalena Rusu Ioana Vrinceanu Victoria-Ștefania Petreanu                      | CAN    | Abigail Dent Caileigh Filmer Kasia Gruchalla-Wesierski Maya Meschkuleit Sydney Payne Jessica Sevick Kristina Walker Avalon Wasteneys Kristen Kit          | GBR   | Annie Campbell-Orde Holly Dunford Emily Ford Lauren Irwin Heidi Long Rowan McKellar Eve Stewart Harriet Taylor Henry Fieldman (m)                                    |

| Land | Goud | Zilver | Brons |
| ---- | ---- | ------ | ----- |
| ROU  | 4    | 3      | 3     |
| USA  | 4    | 1      | 1     |
| GDR  | 3    | 0      | 0     |
| CAN  | 2    | 3      | 1     |
| NED  | 0    | 2      | 3     |
| URS  | 0    | 2      | 0     |
| GBR  | 0    | 1      | 1     |
| NZL  | 0    | 1      | 0     |
| CHN  | 0    | 0      | 2     |
| BLR  | 0    | 0      | 1     |
| GER  | 0    | 0      | 1     |

Meervoudige medaillewinnaars
| Succesvolste | Succesvolste | Meervoudige | Meervoudige |
| --- | --- | --- | --- |
| 3-1-1 Elena Georgescu 3-0-1 Doina Ignat 3-0-0 Liliana Gafencu 3-0-0 Elisabeta Lipă-Oleniuc 3-0-0 Elle Logan 2-1-0 Ioana Olteanu 2-1-0 Caryn Davies 2-1-0 Mary Whipple 2-0-1 Georgeta Andrunache-Damian 2-0-1 Viorica Susanu 2-0-0 Ilona Richter 2-0-0 Marina Wilke 2-0-0 Veronica Cochelea-Cogeanu 2-0-0 Erin Cafaro 2-0-0 Susan Francia 2-0-0 Caroline Lind 2-0-0 Meghan Musnicki | 1-1-1 Lesley Thompson 1-1-0 Kasia Gruchalla-Wesierski 1-1-0 Kristen Kit 1-1-0 Jessica Monroe 1-1-0 Sydney Payne 1-1-0 Avalon Wasteneys 1-0-1 / Kathrin Haacker 1-0-1 / Daniela Neunast 1-0-1 / Ute Stange-Wagner 1-0-1 / Annegret Strauch 1-0-1 / Judith Zeidler 1-0-1 Amalia Bereș 1-0-1 Ioana Papuc 1-0-1 Carie Graves | 0-3-0 Doina Snep-Bălan 0-2-0 Mihaela Armăşescu 0-2-0 Adriana Chelariu-Bazon 0-2-0 Viorica Neculai 0-2-0 Marioara Traşcă 0-1-2 Annemiek de Haan | 0-1-1 Alison Korn 0-1-1 Theresa Luke 0-1-1 Heather McDermid 0-1-1 Emma Robinson 0-1-1 Nienke Kingma 0-1-1 Roline Repelaer van Driel 0-1-1 Annemarieke van Rumpt 0-1-1 Sarah Siegelaar 0-1-1 Marlies Smulders 0-1-1 Helen Tanger 0-1-1 Ester Workel 0-1-1 Rodica Arba-Puscatu |

## Afgevoerde onderdelen

### Mannen

#### Twee-met-stuurman
| Editie | Goud | Goud                                                   | Zilver | Zilver                                                    | Brons | Brons                                             |
| ------ | ---- | ------------------------------------------------------ | ------ | --------------------------------------------------------- | ----- | ------------------------------------------------- |
| 1900   | ZZX  | François Brandt Roelof Klein                           | FRA    | Lucien Martinet Walef                                     | FRA   | Carlos Deltour Raoul Paoli Antoine Védrenne       |
|        |      |                                                        |        |                                                           |       |                                                   |
| 1920   | ITA  | Guido de Filip Ercole Olgeni Giovanni Scatturin        | FRA    | Ernest Barberolle Maurice Bouton Gabriel Poix             | SUI   | Edouard Candeveau Alfred Felber Paul Piaget       |
| 1924   | SUI  | Edouard Candeveau Alfred Felber Emil Lachapelle        | ITA    | Ercole Olgeni Giovanni Scatturin Gino Sopracordevole      | USA   | Leon Butler Edward Jennings Harold Wilson         |
| 1928   | SUI  | Hans Bourquin Hans Schöchlin Karl Schöchlin            | FRA    | Armand Marcelle Edouard Marcelle Henri Préaux             | BEL   | François De Coninck Léon Flament M. DeGroef       |
| 1932   | USA  | Edward Jennings Charles Kieffer Joseph Schauers        | POL    | Jerzy Braun Jerzy Skolimowski Janusz Ślązak               | FRA   | Pierre Brunet Anselme Brusa André Giriat          |
| 1936   | GER  | Herbert Adamski Dieter Arend Gerhard Gustmann          | ITA    | Almiro Bergamo Luciano Negrini Guido Santin               | FRA   | Marceau Fourcade Georges Tapie Noël Vandernotte   |
| 1948   | DEN  | Carl Ebbe Andersen Tage Henriksen Finn Pedersen        | ITA    | Alberto Radi Giovanni Steffè Aldo Tarlao                  | HUN   | Antal Szendey Róbert Zimonyi Béla Zsitnik         |
| 1952   | FRA  | Bernard Malivoire Gaston Mercier Raymond Salles        | GER    | Helmut Heinhold Heinz Manchen Helmut Noll                 | DEN   | Jørgen Frantsen Svend Pedersen Poul Svendsen      |
| 1956   | USA  | Arthur Ayrault Conn Findlay Armin Kurt Seiffert        | EUA    | Horst Arndt Rainer Borkowsky Karl-Heinrich von Groddeck   | URS   | Igor Jemtsjoek Vladimir Petrov Georgi Zjilin      |
| 1960   | EUA  | Bernhard Knubel Heinz Renneberg Klaus Zerta            | URS    | Antanas Bagdanavičius Zigmas Joekna Igor Roedakov         | USA   | Richard Draeger Conn Findlay Henry Kent Mitchell  |
| 1964   | USA  | Edward Ferry Conn Findlay Henry Kent Mitchell          | FRA    | Jean-Claude Darouy Georges Morel Jacques Morel            | NED   | Jan Just Bos Erik Hartsuiker Herman Rouwé         |
| 1968   | ITA  | Primo Baran Bruno Cipolla Renzo Sambo                  | NED    | Hadriaan van Nes Rody Rijnders Herman Suselbeek           | DEN   | Harry Jørgensen Jørn Krab Preben Krab             |
| 1972   | GDR  | Wolfgang Gunkel Jörg Lucke Klaus-Dieter Neubert        | TCH    | Vladimír Petříček Oldřich Svojanovský Pavel Svojanovský   | ROU   | Petre Ceapura Ladislau Lovrenchi Ştefan Tudor     |
| 1976   | GDR  | Harald Jährling Georg Spohr Friedrich-Wilhelm Ulrich   | URS    | Dmitri Bechterev Joeri Lorentson Joeri Sjoerkalov         | TCH   | Oldřich Svojanovský Pavel Svojanovský Ludvík Vébr |
| 1980   | GDR  | Harald Jährling Friedrich-Wilhelm Ulrich Georg Spohr   | URS    | Gennadi Krjoetsjkin Aleksandr Loekjanov Viktor Pereverzev | YUG   | Zlatko Celent Duško Mrduljaš Josip Reić           |
| 1984   | ITA  | Carmine Abbagnale Giuseppe Abbagnale Giuseppe Di Capua | ROU    | Dimitrie Popescu Dumitru Răducanu Vasile Tomoiagă         | USA   | Robert Espeseth Douglas Herland Kevin Still       |
| 1988   | ITA  | Carmine Abbagnale Giuseppe Abbagnale Giuseppe Di Capua | GDR    | Detlef Kirchhoff René Rensch Mario Streit                 | GBR   | Andy Holmes Steve Redgrave Patrick Sweeney        |
| 1992   | GBR  | Garry Herbert Gregory Searle Jonathan Searle           | ITA    | Carmine Abbagnale Giuseppe Abbagnale Giuseppe Di Capua    | ROU   | Dimitrie Popescu Dumitru Răducanu Nicolae Ţaga    |

| Land | Goud | Zilver | Brons |
| ---- | ---- | ------ | ----- |
| ITA  | 4    | 4      | 0     |
| GDR  | 3    | 1      | 0     |
| USA  | 3    | 0      | 3     |
| SUI  | 2    | 0      | 1     |
| FRA  | 1    | 4      | 3     |
| EUA  | 1    | 1      | 0     |
| GER  | 1    | 1      | 0     |
| DEN  | 1    | 0      | 2     |
| GBR  | 1    | 0      | 1     |
| ZZX  | 1    | 0      | 0     |
| URS  | 0    | 3      | 1     |
| ROU  | 0    | 1      | 2     |
| NED  | 0    | 1      | 1     |
| TCH  | 0    | 1      | 1     |
| POL  | 0    | 1      | 0     |
| BEL  | 0    | 0      | 1     |
| HUN  | 0    | 0      | 1     |
| YUG  | 0    | 0      | 1     |

Meervoudige medaillewinnaars
| Succesvolste | Succesvolste | Meervoudige                                                                                     |
| --- | --- | ----------------------------------------------------------------------------------------------- |
| 2-1-0 Carmine Abbagnale 2-1-0 Giuseppe Abbagnale 2-1-0 Giuseppe Di Capua 2-0-1 Conn Findlay 2-0-0 Harald Jährling 2-0-0 Friedrich-Wilhelm Ulrich | 1-1-0 Ercole Olgeni 1-1-0 Giovanni Scatturin 1-0-1 Edward Jennings 1-0-1 Henry Kent Mitchell 1-0-1 Edouard Candeveau 1-0-1 Alfred Felber | 0-1-1 Dimitrie Popescu 0-1-1 Dumitru Răducanu 0-1-1 Oldřich Svojanovský 0-1-1 Pavel Svojanovský |

#### Vier-met-stuurman
| Editie          | Goud | Goud                                                                                       | Zilver | Zilver                                                                            | Brons | Brons                                                                                    |
| --------------- | ---- | ------------------------------------------------------------------------------------------ | ------ | --------------------------------------------------------------------------------- | ----- | ---------------------------------------------------------------------------------------- |
| 1900 (A-finale) | FRA  | Henri Bouckaert Jean Cau Charlot Émile Delchambre Henri Hazebrouck                         | FRA    | Georges Lumpp Charles Perrin Daniel Soubeyran Emile Wegelin                       | GER   | Wilhelm Carstens Julius Körner Adolf Möller Hugo Rüster Gustav Moths                     |
| 1900 (B-finale) | GER  | Carl Goßler Gustav Goßler Oskar Goßler Walter Katzenstein Waldemar Tietgens                | NED    | Herman Brockmann Coenraad Hiebendaal Geert Lotsij Paul Lotsij Johannes Terwogt    | GER   | Ernst Felle Otto Fickeisen Carl Lehle Hermann Wilker Franz Kröwerath                     |
|                 |      |                                                                                            |        |                                                                                   |       |                                                                                          |
| 1912            | GER  | Albert Arnheiter Otto Fickeisen Rudolf Fickeisen Karl Leister Otto Maier                   | GBR    | Julius Beresford Geoffrey Carr Bruce Logan Charles Rought Karl Vernon             | DEN   | Erik Bisgaard Ejgil Clemmensen Rasmus Frandsen Mikael Simonsen Poul Thymann              |
| 1920            | SUI  | Willy Brüderlin Max Rudolf Paul Rudolf Paul Staub Hans Walter                              | USA    | Sherman Clark Erich Federschmidt Franz Federschmidt Carl Otto Klose Kenneth Myers | NOR   | Per Gulbrandsen Thoralf Hagen Theodor Klem Henry Larsen Birger Var                       |
| 1924            | SUI  | Émile Albrecht Emil Lachapelle Alfred Probst Eugen Sigg Hans Walter                        | FRA    | Eugène Constant Louis Gressier Georges Lecointe Marcel Lepan Raymond Talleux      | USA   | Robert Gerhardt Sidney Jelinek John Kennedy Edward Mitchell Henry Welsford               |
| 1928            | ITA  | Giovanni Delise Giliante D'Este Valerio Perentin Renato Petronio Nicolò Vittori            | SUI    | Fritz Bösch Otto Bucher Ernst Haas Joseph Meyer Karl Schwegler                    | POL   | Leon Birkholc Franciszek Bronikowski Bolesław Drewek Edmund Jankowski Bernard Ormanowski |
| 1932            | GER  | Hans Eller Horst Hoeck Walter Meyer Carlheinz Neumann Joachim Spremberg                    | ITA    | Riccardo Divora Bruno Parovel Giovanni Plazzer Giovanni Scher Bruno Vattovaz      | POL   | Jerzy Braun Edward Kobyliński Jerzy Skolimowski Janusz Ślązak Stanisław Urban            |
| 1936            | GER  | Fritz Bauer Ernst Gaber Hans Maier Paul Söllner Walter Volle                               | SUI    | Hermann Betschart Alex Homberger Hans Homberger Karl Schmid Rolf Spring           | FRA   | Marcel Chauvigné Marcel Cosmat Fernand Vandernotte Marcel Vandernotte Noël Vandernotte   |
| 1948            | USA  | Gordon Giovanelli Robert Martin Allen Morgan Warren Westlund Robert Will                   | SUI    | Emil Knecht André Moccand Rudolf Reichling Erich Schriever Pierre Stebler         | DEN   | Harry Knudsen Erik Larsen Henry Larsen Børge Nielsen Jørgen Ib Olsen                     |
| 1952            | TCH  | Jiří Havlis Jan Jindra Miroslav Koranda Stanislav Lusk Karel Mejta                         | SUI    | Enrico Bianchi Emile Ess Walter Leiser Heinrich Scheller Karl Weidmann            | USA   | Matthew Leanderson Carl Lovested Albert Rossi Alvin Ulbrickson Richard Wahlström         |
| 1956            | ITA  | Romano Sgheiz Ivo Stefanoni Franco Trincavelli Angelo Vanzin Alberto Winkler               | SWE    | Ivar Aronsson Gösta Eriksson Bertil Göransson Sven Evert Gunnarsson Olaf Larsson  | FIN   | Kauko Hänninen Veli Lehtelä Matti Niemi Toimi Pitkänen Reino Poutanen                    |
| 1960            | EUA  | Gerd Cintl Horst Effertz Jürgen Litz Michael Obst Klaus Riekemann                          | FRA    | Robert Dumontois Jean Klein Claude Martin Jacques Morel Guy Nosbaum               | ITA   | Fulvio Balatti Romano Sgheiz Ivo Stefanoni Franco Trincavelli Giovanni Zucchi            |
| 1964            | EUA  | Bernhard Britting Egbert Hirschfelder Peter Neusel Jürgen Oelke Joachim Werner             | ITA    | Renato Bosatta Franco De Pedrina Giuseppe Galante Giovanni Spinola Emilio Trivini | NED   | Bobbie van de Graaf Freek van de Graaff Jan van de Graaff Marius Klumperbeek Lex Mullink |
| 1968            | NZL  | Warren Cole Ross Collinge Simon Dickie Dick Joyce Dudley Storey                            | GDR    | Manfred Gelpke Roland Göhler Klaus Jacob Peter Kremtz Dieter Semetzky             | SUI   | Peter Bolliger Gottlieb Fröhlich Jakob Grob Denis Oswald Hugo Waser                      |
| 1972            | FRG  | Gerhard Auer Uwe Benter Peter Berger Alois Bierl Hans-Johann Färber                        | GDR    | Reinhard Gust Rolf Jobst Klaus-Dieter Ludwig Eckhard Martens Dietrich Zander      | TCH   | Vladimír Jánoš Otakar Mareček Karel Neffe Vladimír Petříček František Provazník          |
| 1976            | URS  | Nikolai Ivanov Vladimir Jesjinov Aleksandr Klepikov Michail Koeznetsov Aleksandr Loekjanov | GDR    | Ullrich Dießner Walter Dießner Rüdiger Kunze Andreas Schulz Johannes Thomas       | FRG   | Hans-Johann Färber Siegfried Fricke Ralph Kubail Peter Niehusen Hartmut Wenzel           |
| 1980            | GDR  | Ullrich Dießner Walter Dießner Gottfried Döhn Andreas Gregor Dieter Wendisch               | URS    | Juris Bērziņš Artūrs Garonskis Dimants Krišjānis Dzintars Krišjānis Žoržs Tikmers | POL   | Ryszard Kubiak Grzegorz Nowak Ryszard Stadniuk Grzegorz Stellak Adam Tomasiak            |
| 1984            | GBR  | Richard Budgett Martin Cross Adrian Ellison Andy Holmes Steve Redgrave                     | USA    | Michael Bach Edward Ives Thomas Kiefer Gregory Springer John Stillings            | NZL   | Bretl Hollister Kevin Lawton Barrie Mabbott Donald Symon Ross Tong                       |
| 1988            | GDR  | Bernd Eichwurzel Frank Klawonn Bernd Niesecke Hendrik Reiher Karsten Schmeling             | ROU    | Ladislau Lovrenschi Dimitrie Popescu Valentin Robu Ioan Snep Vasile Tomoioagă     | NZL   | Andrew Bird Gregory Johnston George Keys Christopher White Ian Wright                    |
| 1992            | ROU  | Dimitrie Popescu Dumitru Răducanu Iulică Ruican Nicolae Ţaga Viorel Talapan                | GER    | Ralf Brudel Karsten Finger Uwe Kellner Thoralf Peters Hendrik Reiher              | POL   | Michał Cieślak Wojciech Jankowski Maciej Łasicki Jacek Streich Tomasz Tomiak             |

| Land | Goud | Zilver | Brons |
| ---- | ---- | ------ | ----- |
| GER  | 4    | 1      | 2     |
| SUI  | 2    | 4      | 1     |
| GDR  | 2    | 3      | 0     |
| ITA  | 2    | 2      | 1     |
| EUA  | 2    | 0      | 0     |
| FRA  | 1    | 3      | 1     |
| USA  | 1    | 2      | 2     |
| GBR  | 1    | 1      | 0     |
| ROU  | 1    | 1      | 0     |
| URS  | 1    | 1      | 0     |
| NZL  | 1    | 0      | 2     |
| FRG  | 1    | 0      | 1     |
| TCH  | 1    | 0      | 1     |
| NED  | 0    | 1      | 1     |
| SWE  | 0    | 1      | 0     |
| POL  | 0    | 0      | 4     |
| DEN  | 0    | 0      | 2     |
| FIN  | 0    | 0      | 1     |
| NOR  | 0    | 0      | 1     |

Meervoudige medaillewinnaars
| Succesvolste                                                                                               | Succesvolste                                                                                                   |
| --- | --- |
| 2-0-0 Hans Walter 1-1-0 Ullrich Dießner 1-1-0 Walter Dießner 1-1-0 / Hendrik Reiher 1-1-0 Dimitrie Popescu | 1-0-1 Hans-Johann Färber 1-0-1 Otto Fickeisen 1-0-1 Romano Sgheiz 1-0-1 Ivo Stefanoni 1-0-1 Franco Trincavelli |

#### Vier-met-stuurman, inriggers
| Editie | Goud | Goud                                                                  | Zilver | Zilver                                                                            | Brons | Brons                                                                   |
| ------ | ---- | --------------------------------------------------------------------- | ------ | --------------------------------------------------------------------------------- | ----- | ----------------------------------------------------------------------- |
| 1912   | DEN  | Ejler Allert Christian Hansen Poul Hartmann Carl Møller Carl Pedersen | SWE    | William Bruhn-Möller Conrad Brunkman Herman Dahlbäck Ture Rosvall Wilhelm Wilkens | NOR   | Olav Bjørnstad Magnus Herseth Reidar Holter Claus Høyer Frithjof Olstad |

| Land | Goud | Zilver | Brons |
| ---- | ---- | ------ | ----- |
| DEN  | 1    | 0      | 0     |
| SWE  | 0    | 1      | 0     |
| NOR  | 0    | 0      | 1     |

#### Lichte vier-zonder-stuurman
| Editie | Goud | Goud                                                             | Zilver | Zilver                                                               | Brons | Brons                                                                 |
| ------ | ---- | ---------------------------------------------------------------- | ------ | -------------------------------------------------------------------- | ----- | --------------------------------------------------------------------- |
| 1996   | DEN  | Eskild Ebbesen Victor Feddersen Niels Henriksen Thomas Poulsen   | CAN    | Dave Boyes Gavin Hassett Jeffrey Lay Brian Peaker                    | USA   | William Carlucci David Collins Jeff Pfaendtner Marc Schneider         |
| 2000   | FRA  | Jean-Christophe Bette Xavier Dorfman Yves Hocdé Laurent Porchier | AUS    | Darren Balmforth Simon Burgess Anthony Edwards Robert Richards       | DEN   | Eskild Ebbesen Thomas Ebert Victor Feddersen Søren Madsen             |
| 2004   | DEN  | Eskild Ebbesen Thomas Ebert Thor Kristensen Stephan Mølvig       | AUS    | Simon Burgess Ben Cureton Anthony Edwards Glen Loftus                | ITA   | Catello Amarante Salvatore Amitrano Lorenzo Bertini Bruno Mascarenhas |
| 2008   | DEN  | Mads Kruse Andersen Eskild Ebbesen Thomas Ebert Morten Jørgensen | POL    | Miłosz Bernatajtys Bartłomiej Pawełczak Łukasz Pawłowski Paweł Rańda | CAN   | Jon Beare Iain Brambell Mike Lewis Liam Parsons                       |
| 2012   | RSA  | Matthew Brittain Sizwe Ndlovu John Smith James Thompson          | GBR    | Chris Bartley Richard Chambers Peter Chambers Rob Williams           | DEN   | Jacob Barsøe Eskild Ebbesen Morten Jørgensen Kasper Winther Jørgensen |
| 2016   | SUI  | Mario Gyr Simon Niepmann Simon Schürch Lucas Tramèr              | DEN    | Jacob Barsøe Morten Jørgensen Jacob Larsen Kasper Winther Jørgensen  | FRA   | Thomas Baroukh Thibault Colard Guillaume Raineau Franck Solforosi     |

| Land | Goud | Zilver | Brons |
| ---- | ---- | ------ | ----- |
| DEN  | 3    | 1      | 2     |
| FRA  | 1    | 0      | 1     |
| RSA  | 1    | 0      | 0     |
| SUI  | 1    | 0      | 0     |
| AUS  | 0    | 2      | 0     |
| CAN  | 0    | 1      | 1     |
| GBR  | 0    | 1      | 0     |
| POL  | 0    | 1      | 0     |
| ITA  | 0    | 0      | 1     |
| USA  | 0    | 0      | 1     |

Meervoudige medaillewinnaars
| Succesvolste                                                                          | Meervoudige                                                                                 |
| ------------------------------------------------------------------------------------- | ------------------------------------------------------------------------------------------- |
| 3-0-2 Eskild Ebbesen 2-0-1 Thomas Ebert 1-1-1 Morten Jørgensen 1-0-1 Victor Feddersen | 0-2-0 Simon Burgess 0-2-0 Anthony Edwards 0-1-1 Jacob Barsøe 0-1-1 Kasper Winther Jørgensen |

### Vrouwen

#### Dubbel-vier-met-stuurvrouw
| Editie | Goud | Goud                                                                      | Zilver | Zilver                                                                                        | Brons | Brons                                                                                     |
| ------ | ---- | ------------------------------------------------------------------------- | ------ | --------------------------------------------------------------------------------------------- | ----- | ----------------------------------------------------------------------------------------- |
| 1976   | GDR  | Anke Borchmann Jutta Lau Viola Poley Liane Weigelt Roswietha Zobelt       | URS    | Larissa Aleksandrova Mira Brjoenina Galina Jermolajeva Anna Kondrasjina Nadezjda Tsjernysjova | ROU   | Felicia Afrasiloaia Elena Giurca Elisabeta Lazar Maria Micsa Ioana Tudoran                |
| 1980   | GDR  | Liane Buhr Jutta Lau Jutta Ploch Sybille Reinhardt Roswietha Zobelt       | URS    | Nadezjda Ljoebimova Jelena Matievskaja Antonina Poestovit Nina Tsjeremisina Olga Vasiltsjenko | BUL   | Ani Bakova Roumeliana Boneva Stanka Georgijeva Dolores Nakova Mariana Serbezova           |
| 1984   | ROU  | Ioana Badea Sofia Corban Ecaterina Oancia Anişoara Sorohan Maricica Ţăran | USA    | Virginia Gilder Joan Lind Anne Marden Kelly Rickon Lisa Rohde                                 | DEN   | Hanne Eriksen Birgitte Hanel Charlotte Koefoed Bodil Steen Rasmussen Jette Hejli Sørensen |

| Land | Goud | Zilver | Brons |
| ---- | ---- | ------ | ----- |
| GDR  | 2    | 0      | 0     |
| ROU  | 1    | 0      | 1     |
| URS  | 0    | 2      | 0     |
| USA  | 0    | 1      | 0     |
| BUL  | 0    | 0      | 1     |
| DEN  | 0    | 0      | 1     |

Meervoudige medaillewinnaars
| Succesvolste                           |
| -------------------------------------- |
| 2-0-0 Jutta Lau 2-0-0 Roswietha Zobelt |

#### Vier-met-stuurvrouw
| Editie | Goud | Goud                                                                          | Zilver | Zilver                                                                        | Brons | Brons                                                                                    |
| ------ | ---- | ----------------------------------------------------------------------------- | ------ | ----------------------------------------------------------------------------- | ----- | ---------------------------------------------------------------------------------------- |
| 1976   | GDR  | Sabine Heß Andrea Kurth Gabriele Kühn Karin Metze Bianka Schwede              | BUL    | Kapka Georgijeva Ginka Gjoerova Reni Jordanova Mariika Modeva Liliane Vasseva | URS   | Ljoedmila Krochina Lidija Krylova Galina Misjenina Anna Pasocha Nadezjda Sevostjanova    |
| 1980   | GDR  | Silvia Fröhlich Ramona Kapheim Angelika Noack Romy Saalfeld Kirsten Wenzel    | BUL    | Nadezjda Filipova Ginka Gjoerova Mariika Modeva Rita Todorova Iskra Velinova  | URS   | Marija Fadejeva Svetlana Semjonova Galina Sovetnikova Marina Stoedneva Nina Tsjeremisina |
| 1984   | ROU  | Chira Apostol Olga Bularda-Homeghi Maria Fricioiu Viorica Ioja Florica Lavric | CAN    | Barbara Armbrust Marilyn Brain Angie Schneider Lesley Thompson Jane Tregunno  | AUS   | Karen Brancourt Susan Chapman Margot Foster Robyn Grey-Gardner Susan Lee                 |
| 1988   | GDR  | Gerlinde Doberschütz Carola Hornig Sylvia Rose Birte Siech Martina Walther    | CHN    | Hu Yadong Li Ronghua Yang Xiao Zhang Xianghua Zhou Shouying                   | ROU   | Herta Anitas Doina Snep-Bălan Veronica Necula Ecaterina Oancia Marioara Traşcă           |

| Land | Goud | Zilver | Brons |
| ---- | ---- | ------ | ----- |
| GDR  | 3    | 0      | 0     |
| ROU  | 1    | 0      | 1     |
| BUL  | 0    | 2      | 0     |
| CAN  | 0    | 1      | 0     |
| CHN  | 0    | 1      | 0     |
| URS  | 0    | 0      | 2     |
| AUS  | 0    | 0      | 1     |

Meervoudige medaillewinnaars
| Meervoudige                               |
| ----------------------------------------- |
| 0-2-0 Ginka Gjoerova 0-2-0 Mariika Modeva |

Parijs 1900 · 
St. Louis 1904 · 
Londen 1908 · 
Stockholm 1912 · 
Antwerpen 1920 · 
Parijs 1924 · 
Amsterdam 1928 · 
Los Angeles 1932 · 
Berlijn 1936 · 
Londen 1948 · 
Helsinki 1952 · 
Melbourne 1956 · 
Rome 1960 · 
Tokio 1964 · 
Mexico-stad 1968 · 
München 1972 · 
Montréal 1976 · 
Moskou 1980 · 
Los Angeles 1984 · 
Seoel 1988 · 
Barcelona 1992 · 
Atlanta 1996 · 
Sydney 2000 · 
Athene 2004 · 
Peking 2008 · 
Londen 2012 · 
Rio de Janeiro 2016 · 
Tokio 2020 · 
Parijs 2024 ·  
Los Angeles 2028 
Medaillewinnaars